# Land Rover Series
Land Rover Series – samochód terenowy klasy średniej, produkowany przez brytyjską markę Rover w latach 1948–1985.

## Historia

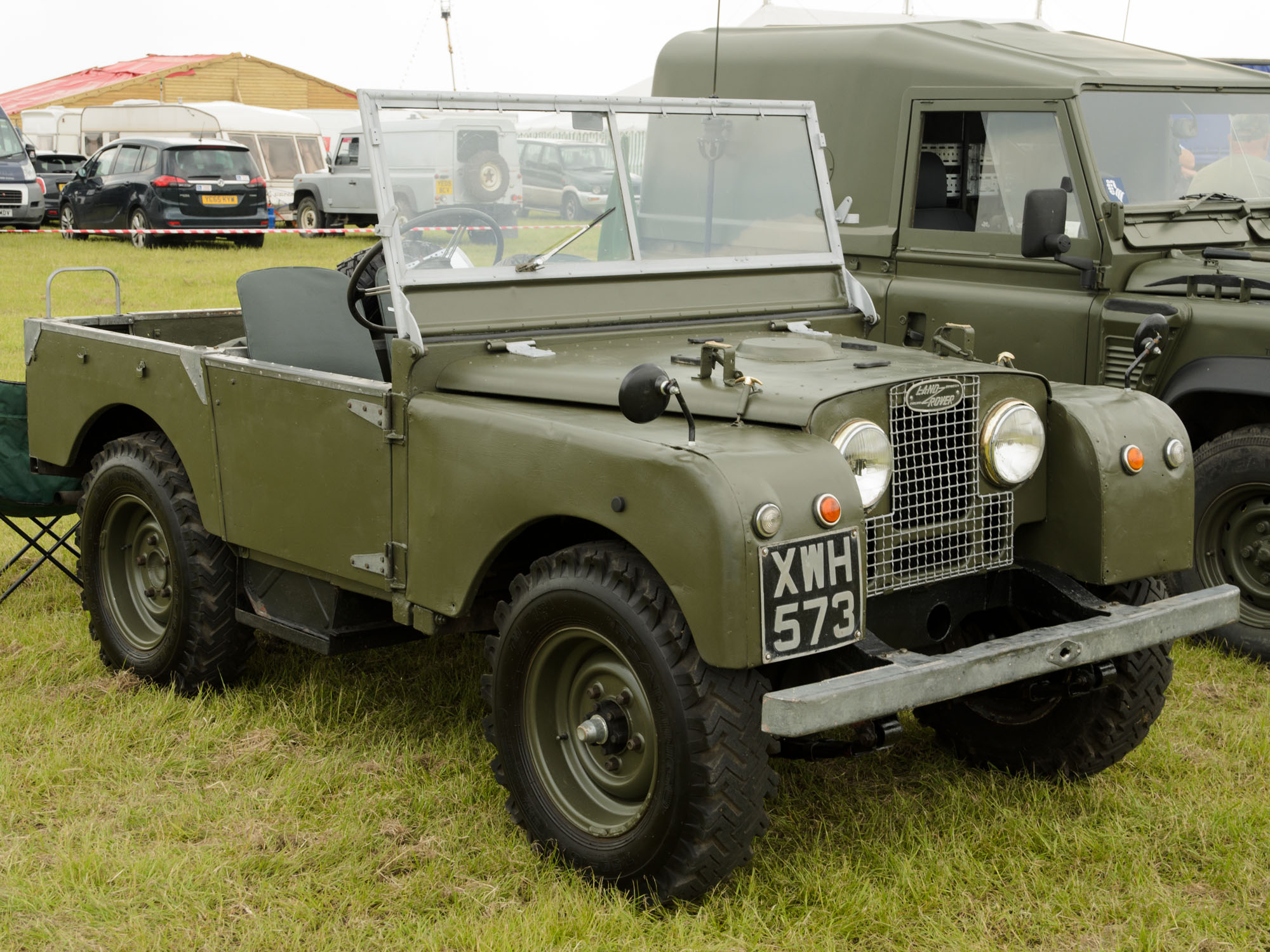
Land Rover Series I Cabrio

Land Rover został opracowany przez Rover Company w 1947 roku w następstwie drugiej wojny światowej. Przed wojną Rover produkował luksusowe samochody, na które nie było zapotrzebowania w bezpośrednim okresie powojennym, a surowce były ściśle reglamentowane pomiędzy firmami wytwarzającymi sprzęt budowlany, przemysłowy lub towary, które można było szeroko eksportować, by zdobyć obce waluty dla kraju. Również pierwotna fabryka Rovera w Coventry została zbombardowana podczas wojny, zmuszając firmę do przeniesienia się do ogromnej „fabryki w cieniu” zbudowanej tuż przed wojną w Solihull, w której budowano silniki lotnicze Bristol Hercules. Fabryka stała pusta – początek produkcji samochodów od podstaw nie byłby finansowo opłacalny. Opracowano więc plany stworzenia małego, ekonomicznego samochodu znanego jako typ M i wyprodukowano kilka jego prototypów, ale byłby on zbyt drogi do wdrożenia do seryjnej produkcji.
Maurice Wilks, główny projektant firmy Rover, wymyślił plan produkcji lekkiego pojazdu rolniczego i użytkowego, o podobnej koncepcji do używanego w czasie wojny Jeepa Willysa, ale z naciskiem na wykorzystanie w rolnictwie. Być może zainspirował go Standard Motor Company, który borykał się z podobnymi problemami i produkował bardzo udany ciągnik Ferguson TE20 w swojej „fabryce w cieniu” w Coventry. Bardziej prawdopodobne jest jednak to, że wykorzystał własne doświadczenie z użytkowania Jeepa pochodzącego z nadwyżek armii na swojej farmie w Anglesey w Północnej Walii. W swojej konstrukcji dodał wał odbioru mocy (WOM), ponieważ na rynku pojawiła się luka między jeepami i ciągnikami (które posiadały WOM, ale były mniej elastyczne w transporcie). Oryginalna koncepcja Land Rovera (skrzyżowanie lekkiej ciężarówki z ciągnikiem) jest podobna do Unimoga, który został opracowany w Niemczech w tym okresie.
Pierwszy prototyp miał charakterystyczną cechę – kierownica została zamontowana w środku pojazdu. Stąd stało się znane jako „centrum sterowania”. Został zbudowany na podwoziu Jeepa i użyto silnika i skrzyni biegów z sedana Rover P3. Nadwozie wykonane zostało ze stopu aluminium i magnezu o nazwie Birmabright, aby zaoszczędzić na stali, która była ściśle racjonowana. Wybór koloru lakieru był podyktowany przez wojskowe nadwyżki dostaw farb lotniczych, więc pierwsze pojazdy były w różnych odcieniach jasnozielonego i powstały pod koniec 1947 roku przez zespół kierowany przez inżyniera Arthura Goddarda.
Testy wykazały, że prototyp pojazdu był sprawną i wszechstronną maszyną. Napęd WOM z silnika umieszczonego z przodu i centralnie umieszczonej skrzyni biegów przekazującej moc na tylne koła pojazdu pozwalały na napędzanie samochodu dokładnie tak, jak ciągnik. Testowano również orkę i inne zadania rolnicze. Jednak gdy pojazd był gotowy do produkcji, popyt na użycie ciągników zmniejszył się, a centralnie umieszczona kierownica okazała się niepraktyczna w użyciu. Została więc ona zamontowana z boku, nadwozie zostało uproszczone w celu skrócenia czasu i kosztów produkcji oraz zamontowano większy silnik, a także specjalnie zaprojektowaną skrzynię biegów, która zastąpiła jednostkę Jeep. Rezultatem był pojazd, który nie używał podzespołów Jeepa i był nieco krótszy niż jego amerykański pierwowzór, ale szerszy, cięższy, szybszy i nadal zachowywał napęd WOM.
Land Rover został zaprojektowany tak, aby był produkowany tylko przez dwa lub trzy lata, aby uzyskać kapitał i zamówienia eksportowe dla Rover Company, aby umożliwić ponownie uruchomienie produkcji samochodów osobowych. Po ponownym uruchomieniu produkcji samochodów okazało się, że sprzedaż Land Roverów wciąż się zwiększała, i tak LR stał się marką własną, która wciąż odnosi sukcesy. Wiele z cech definiujących i odnoszących sukcesy konstrukcji Land Rovera było w rzeczywistości wynikiem dążenia Rovera do uproszczenia oprzyrządowania wymaganego dla pojazdu i wykorzystania minimalnej ilości racjonowanych materiałów. Podobnie jak nadwozie ze stopu aluminium (które zostało zachowane w trakcie produkcji, mimo że jest teraz droższe niż konwencjonalny korpus stalowy ze względu na jego idealne właściwości lekkiej i odpornej na korozję), inne przykłady obejmują charakterystyczne płaskie panele nadwozia z prostymi krzywymi o stałym promieniu (pierwotnie stosowane, ponieważ mogły być cięte i formowane ręcznie z blachy aluminiowej na podstawowym mocowaniu) i solidne podwozie z ramą skrzynkową, które w  tych pojazdach było wykonane z czterech pasów stalowych przyspawanych z każdej strony w celu utworzenia skrzynki, ograniczając w ten sposób skomplikowane operacje spawania wymagane przy tworzeniu bardziej konwencjonalnej ramy typu U lub I.

## Pierwsza generacja

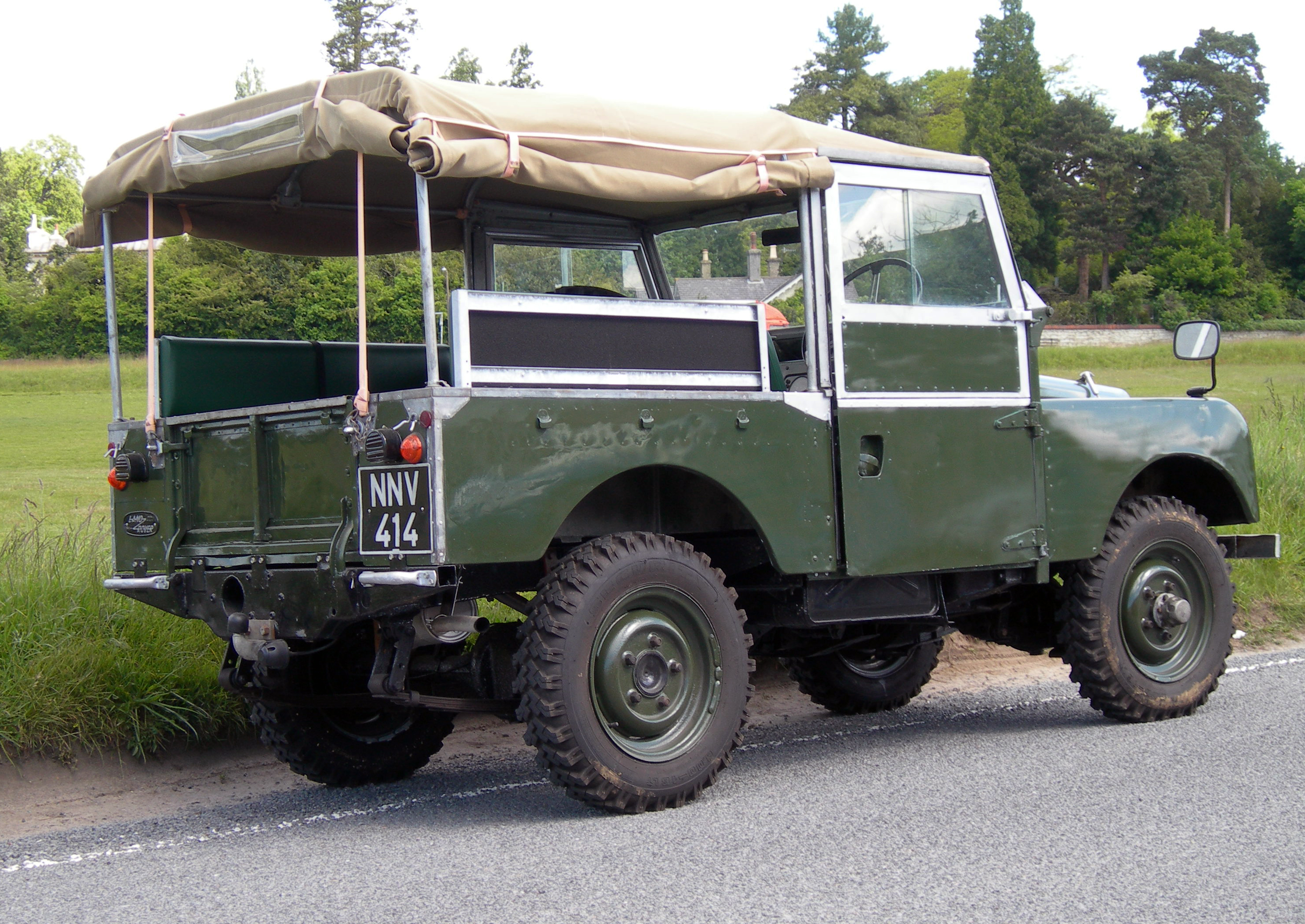
Land Rover Series I - tył

Land Rover Series I został zaprezentowany po raz pierwszy w 1948 roku.
Land Rover wszedł do produkcji w 1948 roku, później nazywany Series I. Został zaprezentowany na Amsterdam Motor Show. Pierwotnie zaprojektowany do użytku w gospodarstwie rolnym i lekkim przemyśle, ze stalową ramą i aluminiowym nadwoziem.

Na początku Land Rover był oferowany jako jeden model, który od 1948 do 1951 r. miał 80-calowy (2,03 m) rozstaw osi i 1,6-litrowy silnik benzynowy o mocy około 50 KM (37 kW, 51 KM). Zastosowano czterobiegową skrzynię biegów z Rovera P3, z nową dwubiegową skrzynią rozdzielczą. Pozwalało to załączać niezwykły napęd na cztery koła, z wolnobiegiem (używaną w niektórych samochodach Rovera w tamtym czasie). Pozwoliło to na załączanie przedniej osi za pomocą ręcznej skrzyni biegów na wybiegu, co pozwoliło uzyskać trwały napęd na 4 koła. Mechanizm naciągu w miejscu na nogi kierowcy pozwolił na zablokowanie wolnego koła, aby zapewnić bardziej tradycyjne 4WD. To był podstawowy model: zadaszenie drzwi i dach (płótno lub metal) były opcjonalnymi dodatkami. W 1950 roku światła przesunęły się z pozycji za kratką, aby wystawały przez kratkę.

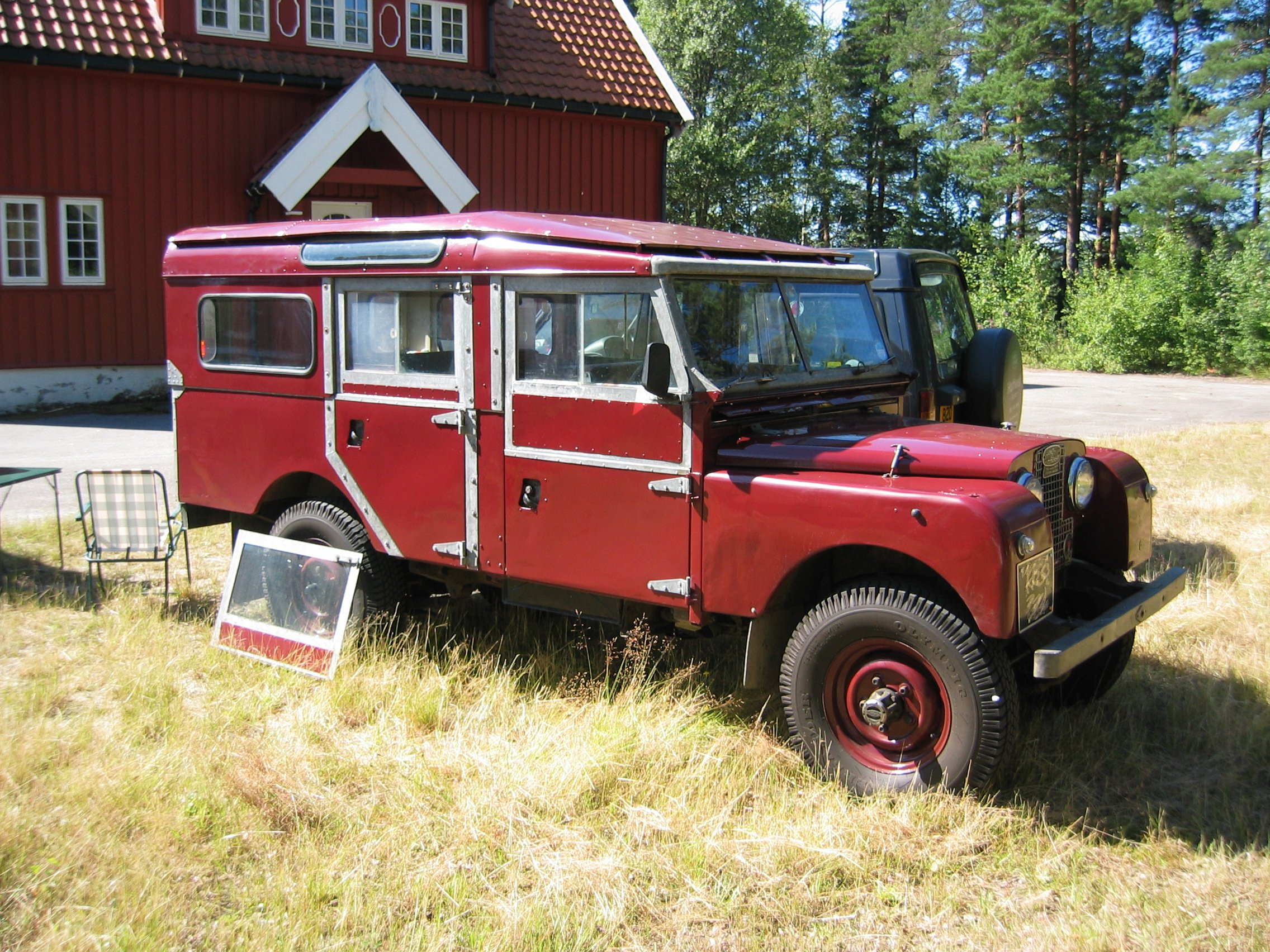
Land Rover Series I LWB

Od samego początku zdawano sobie sprawę, że niektórzy kupujący będą potrzebować Land Rovera bez spartańskich wnętrz. W 1949 roku Land Rover wprowadził na rynek drugą opcję nadwoziową o nazwie „Station Wagon”, wyposażoną w nadwozie zbudowane przez Tickforda, konstruktora nadwozi znanego z pracy z Rolls-Royce i Lagondą. Karoseria była drewniana i miała miejsce dla siedmiu osób. Tickford był dobrze wyposażony w porównaniu ze standardowym Land Roverem, posiadał skórzane fotele, ogrzewaną kabinę, jednoczęściową laminowaną szybę przednią, pokrowiec na koło zapasowe z blaszką, nowe elementy wyposażenia wnętrza oraz inneopcje. Drewniana konstrukcja sprawia, że były drogie w produkcji. Tickford był sprzedawany jako „private car”, co powodowało wysokie podatki w przeciwieństwie do oryginalnego Land Rovera. W rezultacie sprzedano mniej niż 700 Tickfordów, a wszystkie z wyjątkiem 50 zostały sprzedane na eksport.
W 1952 i 1953 roku zamontowano większy silnik benzynowy o pojemności 2,0 litra. Ten silnik ma otwory syjamskie, co oznacza, że nie ma kanałów wodnych do chłodzenia między cylindrami. W 1950 roku niezwykły, półstały system 4WD został zastąpiony bardziej konwencjonalnym układem, z napędem do przedniej osi, który jest przenoszony przez proste sprzęgło kłowe. Mniej więcej w tym czasie wyjaśniono również status prawny Land Rovera. Jak wspomniano powyżej, Land Rover był pierwotnie klasyfikowany jako pojazd użytkowy, co oznacza, że był wolny od podatku przy zakupie. Jednakże oznaczało to również ograniczenie prędkości do 30 mil na godzinę (48 km/h) na brytyjskich drogach. Po wniesieniu apelacji do Law Lords po tym, jak właściciel został oskarżony o przekroczenie tego limitu, Land Rover został sklasyfikowany jako dostawczy, jeżeli jest wykorzystywany do celów komercyjnych.
Rok 1954 przyniósł poważne zmiany. 80-calowy (2,03 m) rozstaw osi zastąpiono 86-calowym (2.18 m) rozstawem i wprowadzono wersję "Pick Up" o rozstawie 107 cali (2,72 m). Zwiększony rozstaw osi zapewniał dodatkową przestrzeń ładunkową. W połowie 1954 r. wprowadzono silnik benzynowy z większą średnicą tłoka (od nr silników 5710xxxx), umożliwiający lepsze chłodzenie między cylindrami. Zostało to wprowadzone w samochodach Rovera rok wcześniej. Silnik został ponownie zmodyfikowany w 1955 r. (od nr silnika 1706xxxxx), czasami nazywanego „późnym” rozwierceniem.
W 1956 roku wprowadzono pierwszy model pięciodrzwiowy na 107-calowej ramie zwany „Station Wagon” z miejscami siedzącymi dla nawet dziesięciu osób. 86-calowy model był trzydrzwiowy, siedmiomiejscowy. Nowe „kombi” różniły się znacznie od poprzedniego modelu Tickford, budowano z prostych metalowych paneli i konstrukcji ze śrubami zamiast złożonej drewnianej starszej konstrukcji. Zostały one przeznaczone do wykorzystania zarówno jako pojazdy użytkowe jako busy do przewozu robotników do odległych miejsc, jak i przez prywatnych użytkowników. Podobnie jak wersja Tickford, zostały wyposażone w podstawowe elementy wyposażenia wnętrza, takie jak klapy dachowe i oświetlenie wewnętrzne.
W „kombi” pojawiła się pierwsza modyfikacja Land Rover. Station Wagon zostały wyposażone w „Dach Safari”, który składał się z drugiej powłoki dachu zamontowanej na pojeździe. Dzięki temu wnętrze było chłodne podczas upałów i zmniejszało kondensację w niskich temperaturach. Otwory wentylacyjne zamontowane na dachu umożliwiły dodatkową wentylację wnętrza. Podczas gdy bazowały one na tych samych podwoziach i układach napędowych co standardowe pojazdy, Station Wagony nosiły różne numery podwozia, specjalne plakietki i były reklamowane w oddzielnych broszurach. W przeciwieństwie do oryginalnego Station Wagon nowe wersje wewnętrzne były bardzo popularne.
W połowie 1956 roku rozstaw osi został wydłużony o 2 cale (51 mm) do 88 cali (2,24 m) i 109 cali (2,77 m), a przednia belka podwozia została przesunięta o cale do przodu, aby pomieścić nowy silnik Diesla, który miał być opcją w następnym roku. Ta zmiana została wprowadzona we wszystkich modelach z wyjątkiem 107 kombi, która nigdy nie byłaby wyposażona w silnik wysokoprężny i ostatecznie byłaby ostatnim modelem Series I w produkcji. Wymiary te miały być stosowane we wszystkich Land Roverach przez następne 25 lat.
W 1957 roku wprowadzono zupełnie nowy silnik diesla o pojemności 2,0 litra, który pomimo podobnej pojemności nie był związany z używanymi silnikami benzynowymi. W tamtych czasach silniki benzynowe używały raczej przestarzałego układu zaworowego nad zaworem wydechowym; Diesel korzystał z bardziej nowoczesnego układu zaworu górnego. Ten silnik wysokoprężny był jedną z pierwszych wysokoprężnych silników diesla opracowanych do użytku drogowego, produkujących 52 KM (39 kW) przy 4000 obr./min.

## Druga generacja

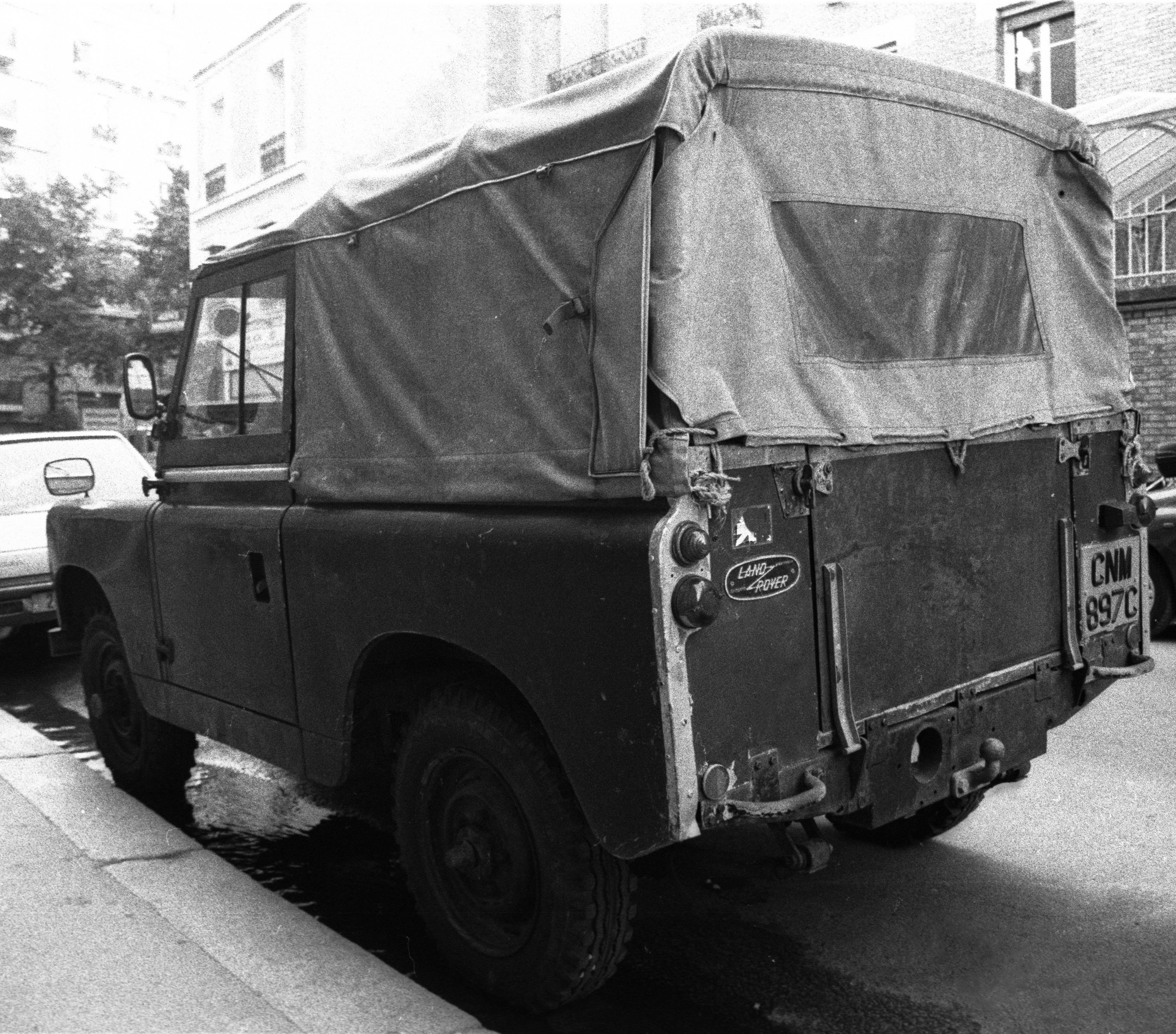
Land Rover Series II - tył

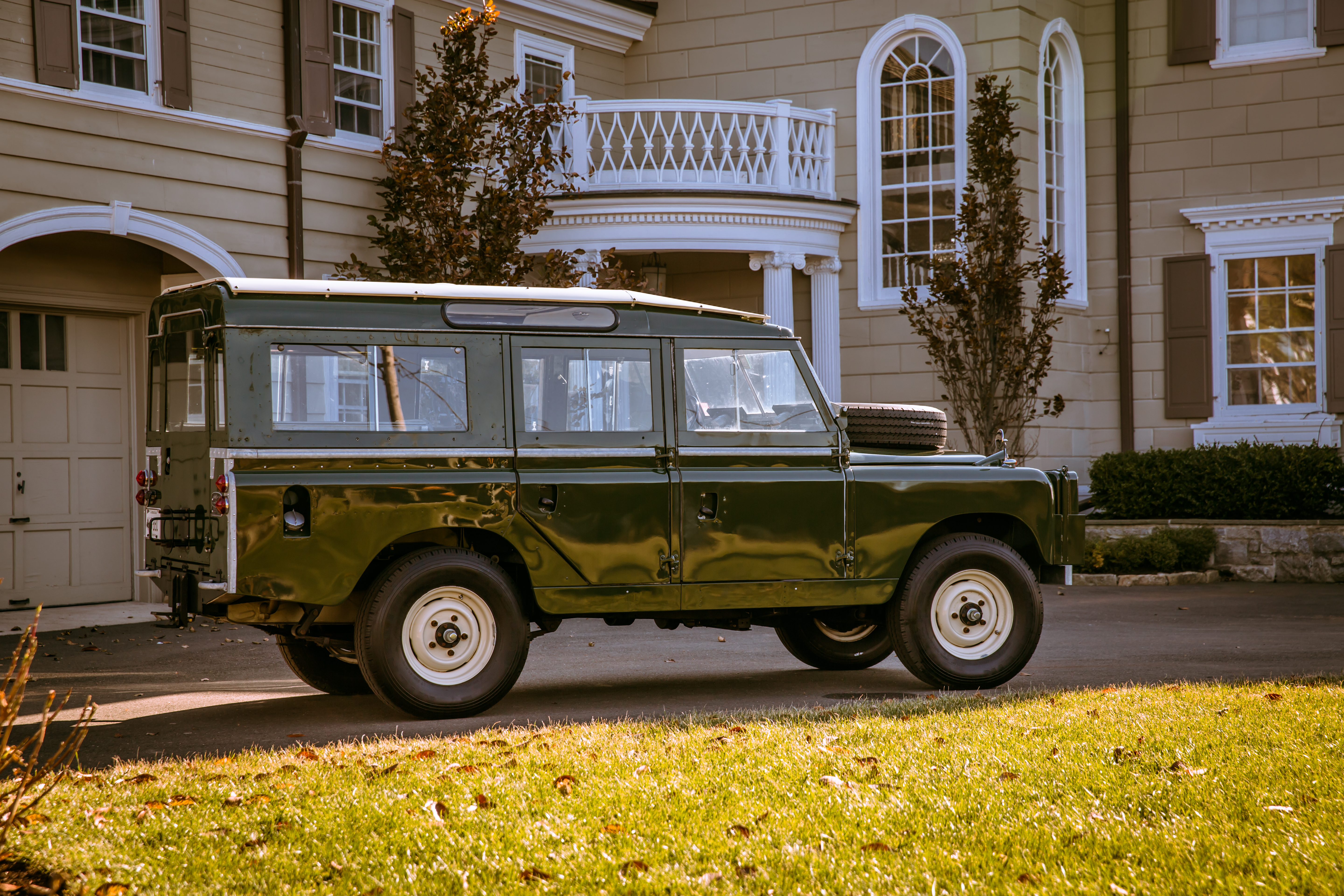
Land Rover Series II LWB

Land Rover Series II został zaprezentowany po raz pierwszy w 1958 roku.
Kontynuatorem sukcesu Series I było Series II, które produkowano od 1958 do 1961 roku. Zbudowana była na ramie o rozstawie osi 88 cali (2200 mm) i 109 cali (2800 mm) (zwykle określanych jako „SWB” i „LWB”). Był to pierwszy Land Rover, który uzyskał pomoc od działu stylizacji Rovera – główny stylista David Bache wyprodukował znaną „beczkowatą” linię talii, aby zakryć szerszy tor pojazdu i ulepszony projekt wariantu kabiny ciężarówki, wprowadzając zakrzywione boczne szyby i zaokrąglony dach - nadal używany w obecnych modelach Land Rover. Series II było pierwszym pojazdem, w którym zastosowano silnik benzynowy o pojemności 2,25 litra, chociaż w pierwszych 1500 modelach z krótkim rozstawem osi (SWB) montowano 2,0-litrowy silnik benzynowy o mocy 52 KM (39 kW) z Series I. Większy silnik benzynowy produkował 72 KM (54 kW) i był blisko związany z 2,0-litrowym silnikiem wysokoprężnym, który jest nadal w użyciu. Silnik ten stał się standardową jednostką Land Rovera do połowy lat 80., kiedy silniki wysokoprężne stały się bardziej popularne.
109-calowa (2800 mm) Series II Station Wagon miała dwunastomiejscową opcję w standardowym układzie dziesięcioosobowym. Chodziło przede wszystkim o skorzystanie z brytyjskich przepisów podatkowych, dzięki którym pojazd z 12 miejscami lub więcej został sklasyfikowany jako autobus i był zwolniony z podatku od zakupu i podatku od pojazdów specjalnych. Dzięki temu dwunastomiejscowy pojazd był nie tylko tańszy niż wersja 10-osobowa, ale także tańszy niż siedmiomiejscowy 88-calowy (2200 mm) Station Wagon. Dwunastomiejscowy układ pozostał bardzo popularnym stylem nadwozia od dziesięcioleci, zachowanym w późniejszych wariantach Series i Defender do 2002 roku, kiedy to został zarzucony. Niezwykły status dwunastomiejscowego pozostawał do końca - takie pojazdy były klasyfikowane jako minibusy, a zatem mogły korzystać z pasów dla autobusów i (jeśli są poprawnie zarejestrowane) mogły być zwolnione z londyńskiego podatku drogowego.
Między produkcją seryjną Series I i Series II występowało pewne przesunięcie. Wczesne samochody Series II 88-calowe (2200 mm) zostały wyposażone w stary 2-litrowy silnik benzynowy, aby wykorzystać istniejące zapasy z produkcji pierwszej serii. 107-calowy (2700 mm) Station Wagon był kontynuowany do końca 1959 roku z powodu ciągłego popytu z rynków eksportowych i umożliwienia produkcji komponentów z drugiej serii do osiągnięcia pełnego poziomu.

## Trzecia generacja

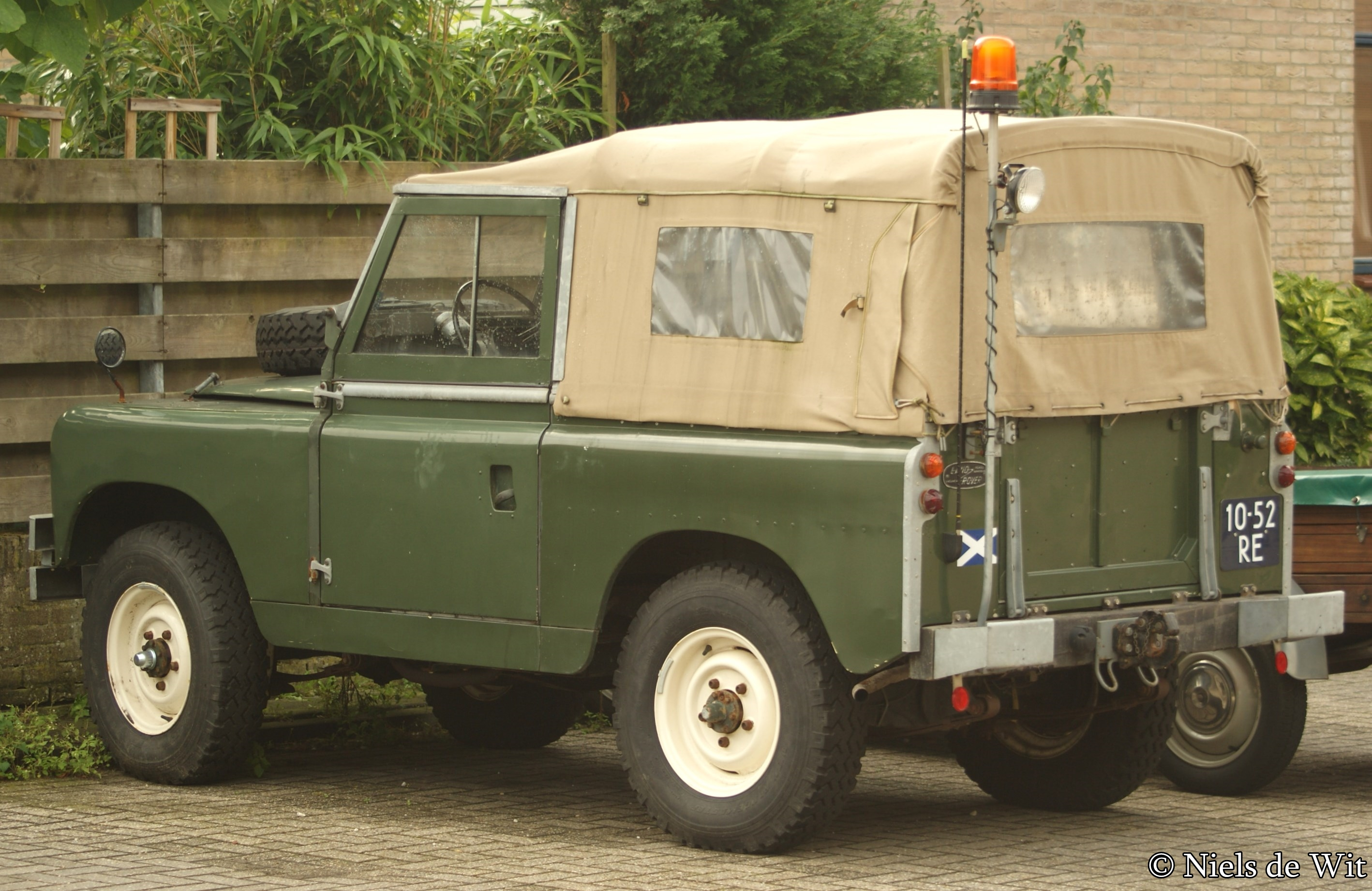
Land Rover Series IIA – tył

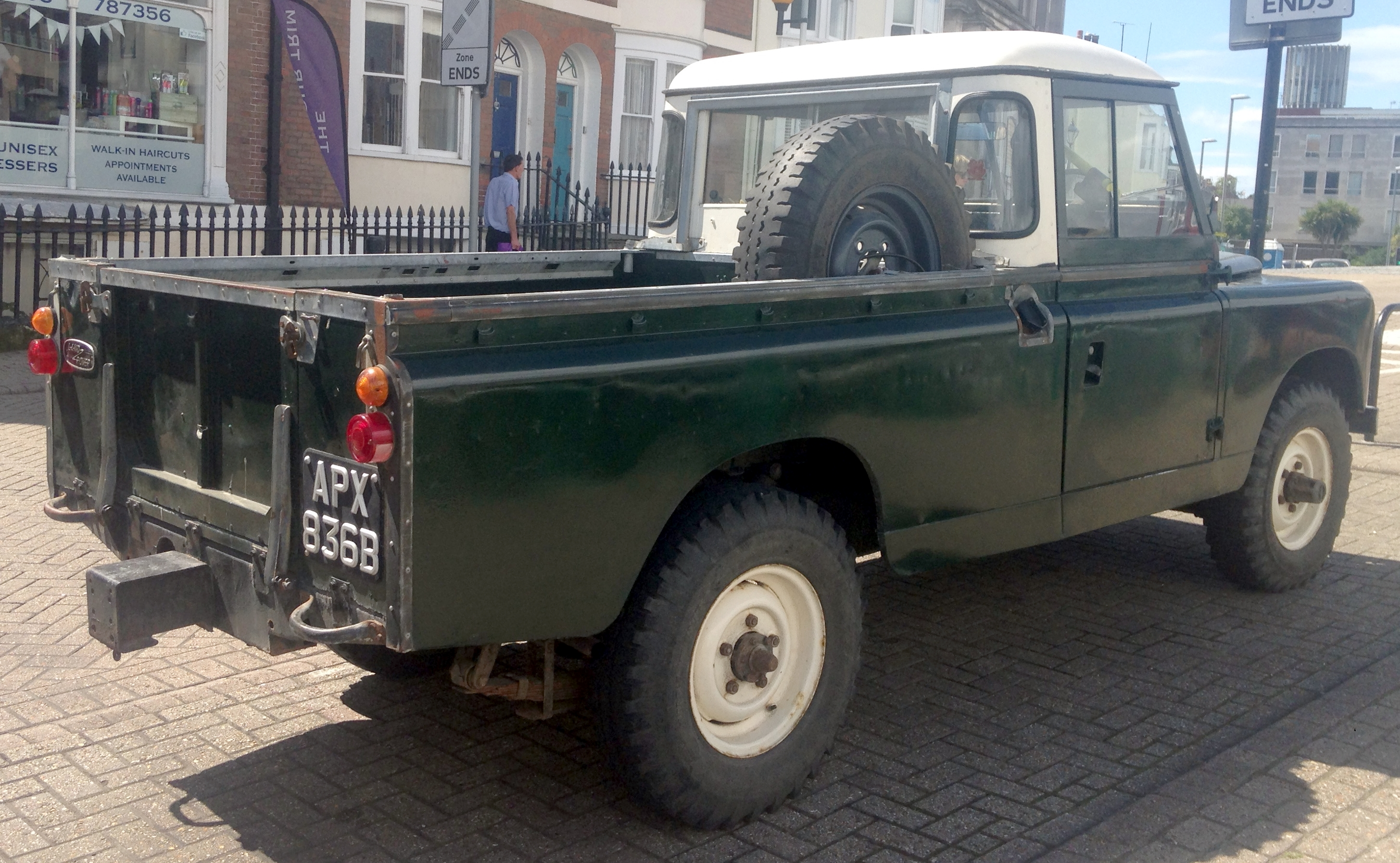
Land Rover Series IIA Pickup

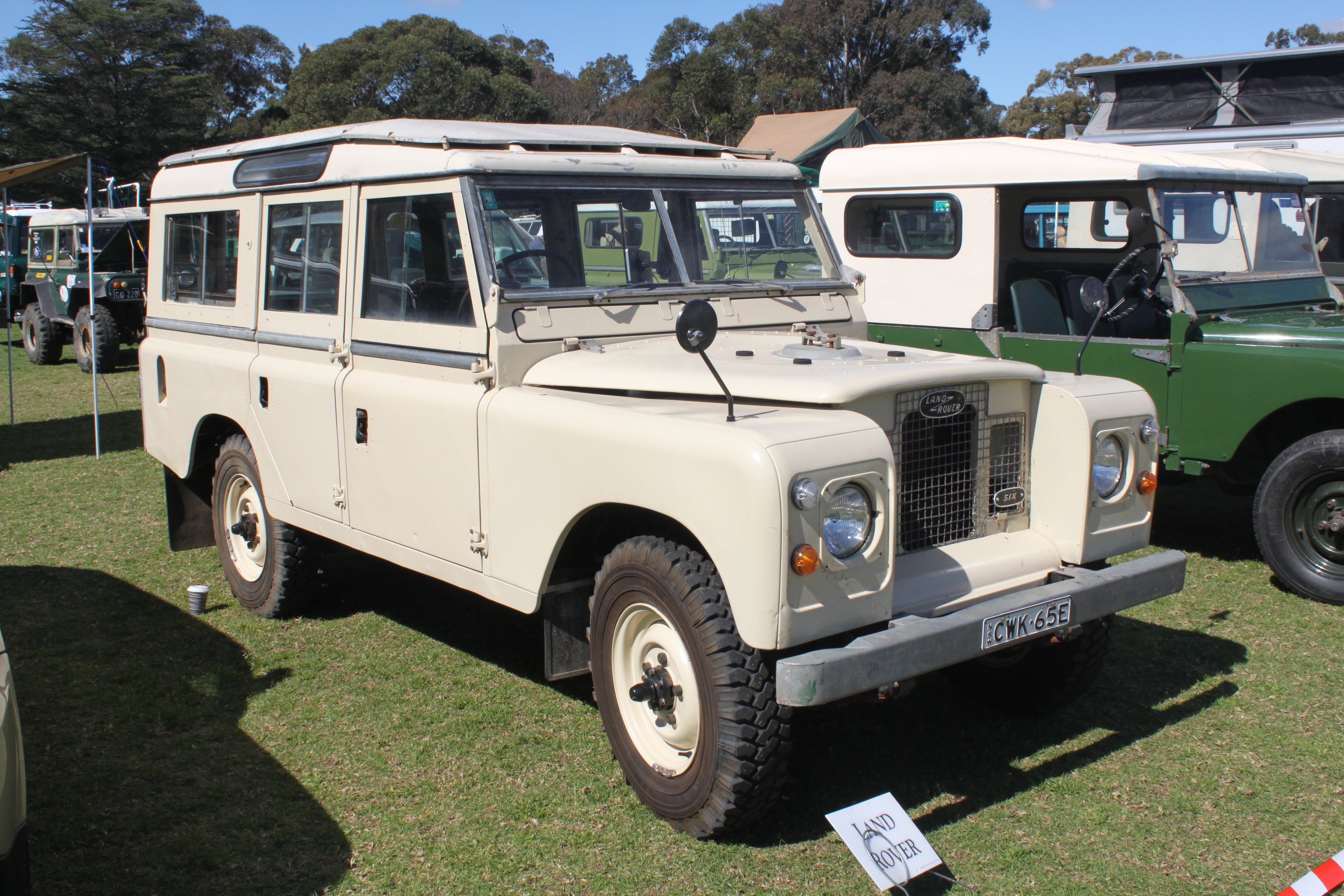
Land Rover Series IIA LWB po liftingu

Land Rover Series IIA został zaprezentowany po raz pierwszy w 1961 roku.
SII i SIIA są bardzo trudne do odróżnienia. Różnią je pewne drobne zmiany kosmetyczne, ale najbardziej znacząca zmiana nastąpiła pod maską pod postacią nowego silnika o pojemności 2,25 litra. Dostępne fabrycznie konfiguracje nadwozia obejmowały od miękkiego dachu o krótkim rozstawie osi do pięciodrzwiowej kombi z najwyższej półki. W 1967 roku wprowadzono silnik benzynowy R6 o pojemności 2,6 litra dla modeli z długim rozstawem osi, wyposażonych również w hamulce z wspomaganiem. 811 z nich stanowiły ciężarówki NADA (lub North American Dollar Area), które były jedynymi modelami z długim rozstawem osi wykonanymi na rynek amerykański i kanadyjski.
Od lutego 1969 r. (Rynek macierzysty) reflektory we wszystkich modelach przeniosły się do skrzydeł, a panele progów zostały przeprojektowano kilka miesięcy później, aby były płytsze.
Seria IIA jest uważana przez wielu za najbardziej wytrzymałą ze skonstruowanych modeli Serii. Prawdopodobnie jest to również najbardziej klasyczny w odbiorze Land Rover,  gdyż został spopularyzowany w licznych występach w znanych filmach i programach dokumentalnych w telewizji o Afryce od lat 60. 
W lutym 1968 roku, zaledwie kilka miesięcy po tym, jak jego producent został podporządkowany, pod rządową presją, firmie Leyland Motor Corporation, Land Rover obchodził swoje dwudziestolecie, a całkowita produkcja do tej pory wyniosła zaledwie 600 000, z czego ponad 70% zostało sprzedanych za granicę. Z pewnością podczas produkcji seryjnej IIA sprzedaż Land Roverów osiągnęła szczyt w latach 1969-70, kiedy odnotowano sprzedaż ponad 60 000 Land Roverów rocznie. (Dla porównania, sprzedaż Defendera w ostatnich latach wynosiła około 25 000 od 1990 r.). Oprócz rekordowej sprzedaży, Land Rover dominował na wielu rynkach światowych - w Australii w latach 60. Land Rover posiadał 90% rynku samochodów 4 × 4. Podobnie było w wielu krajach Afrykańskich i na Bliskim Wschodzie.

## Czwarta generacja

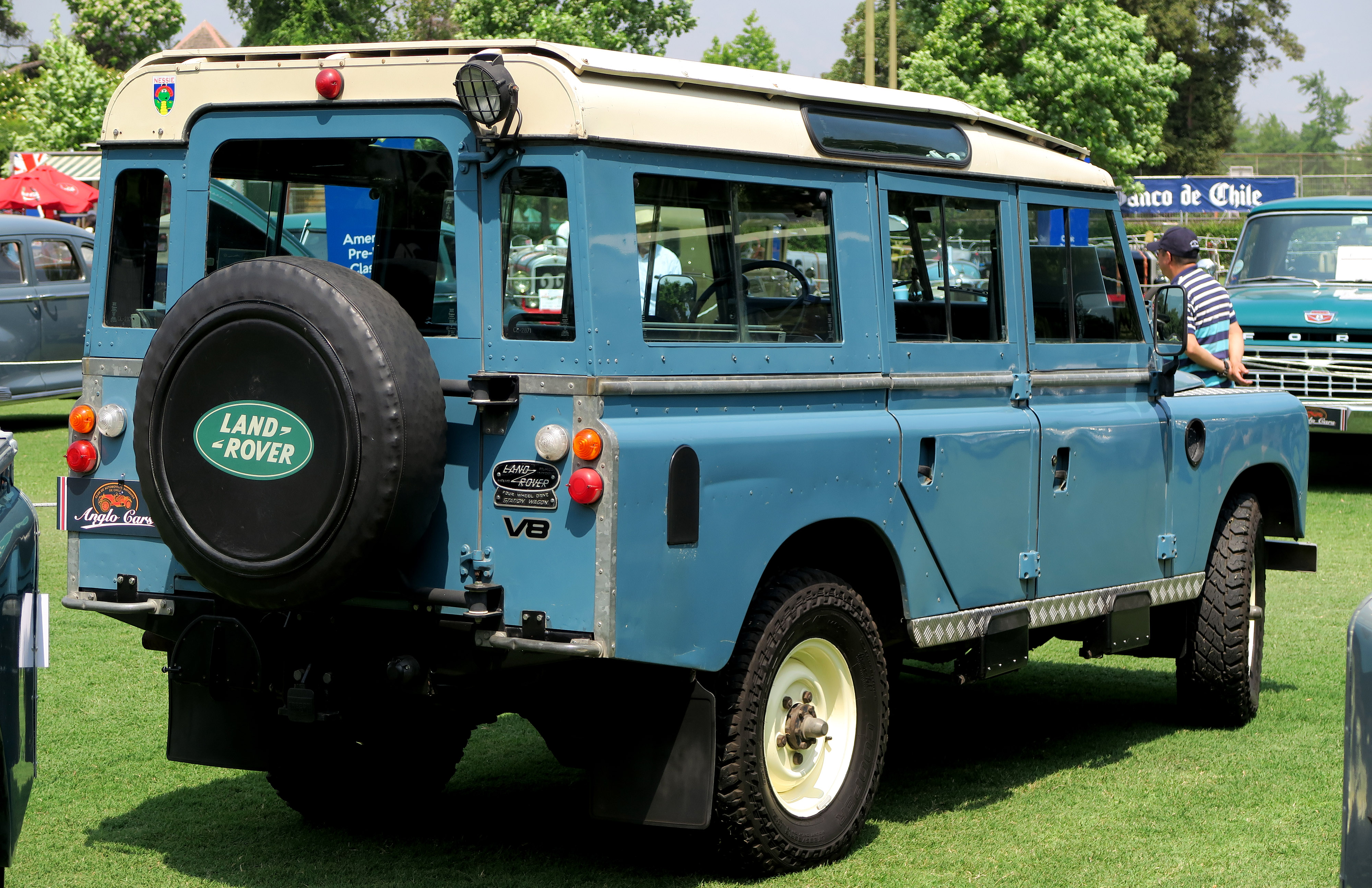
Land Rover Series III – tył

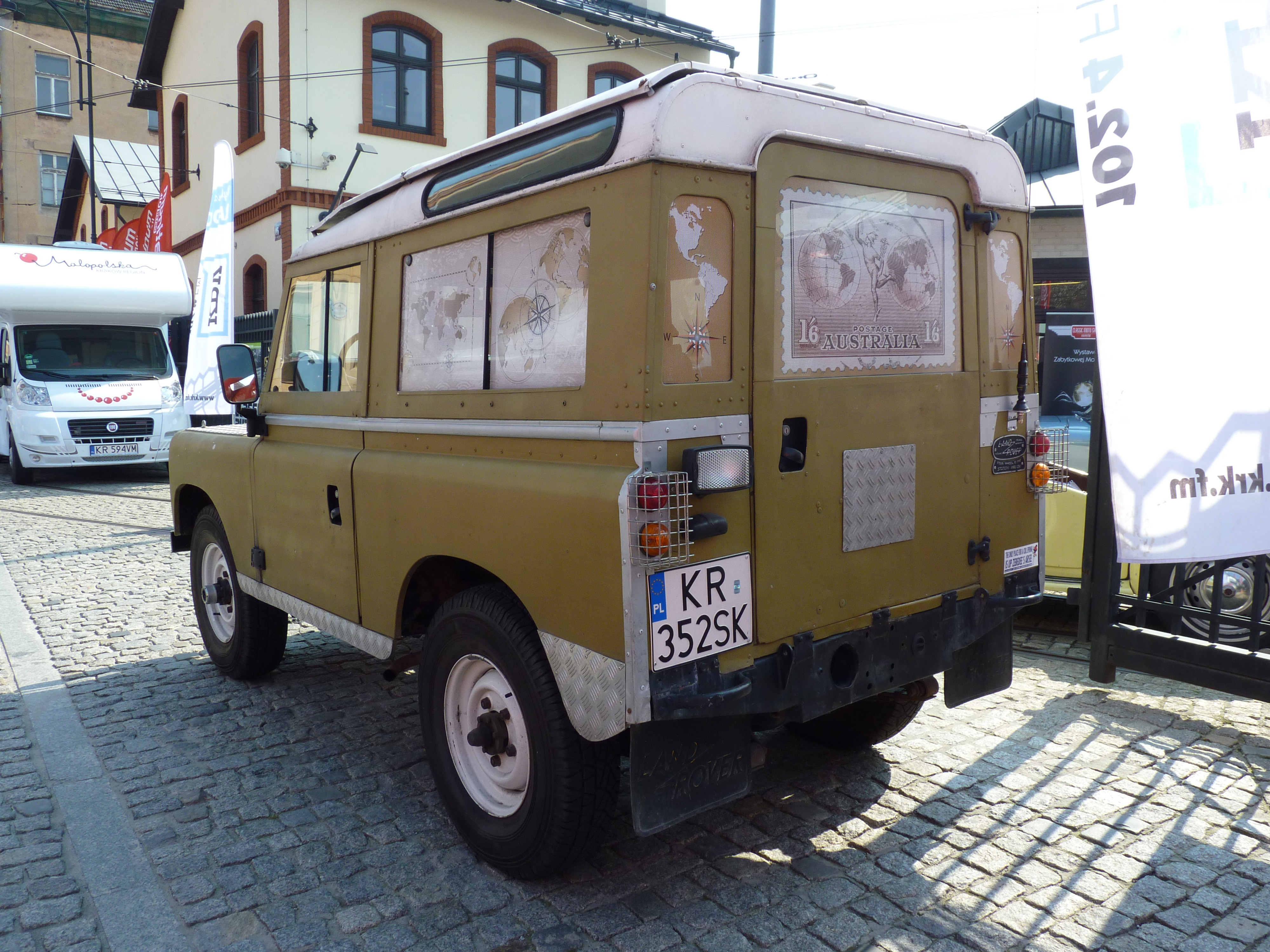
Land Rover Series III SWB

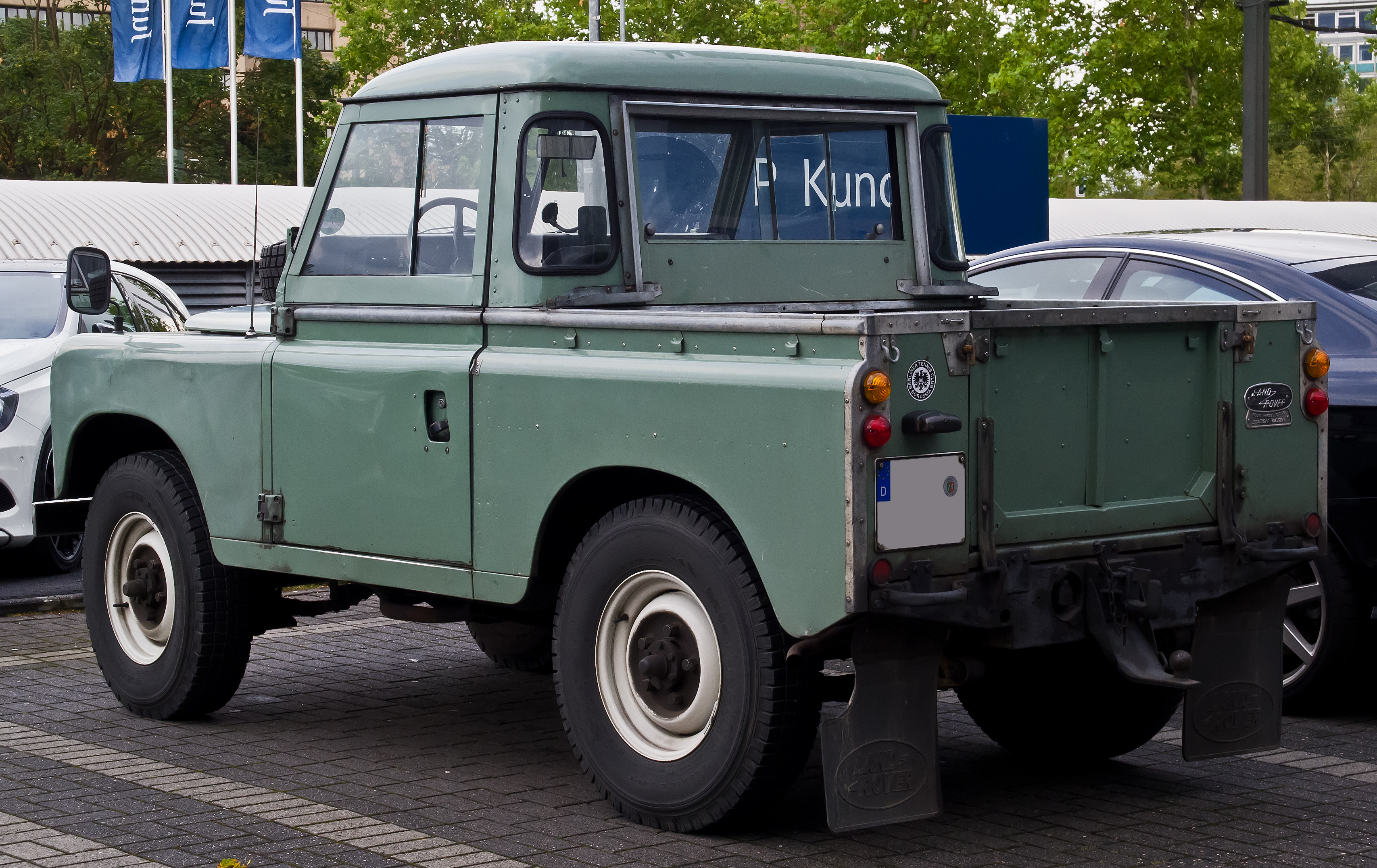
Land Rover Series III Pickup

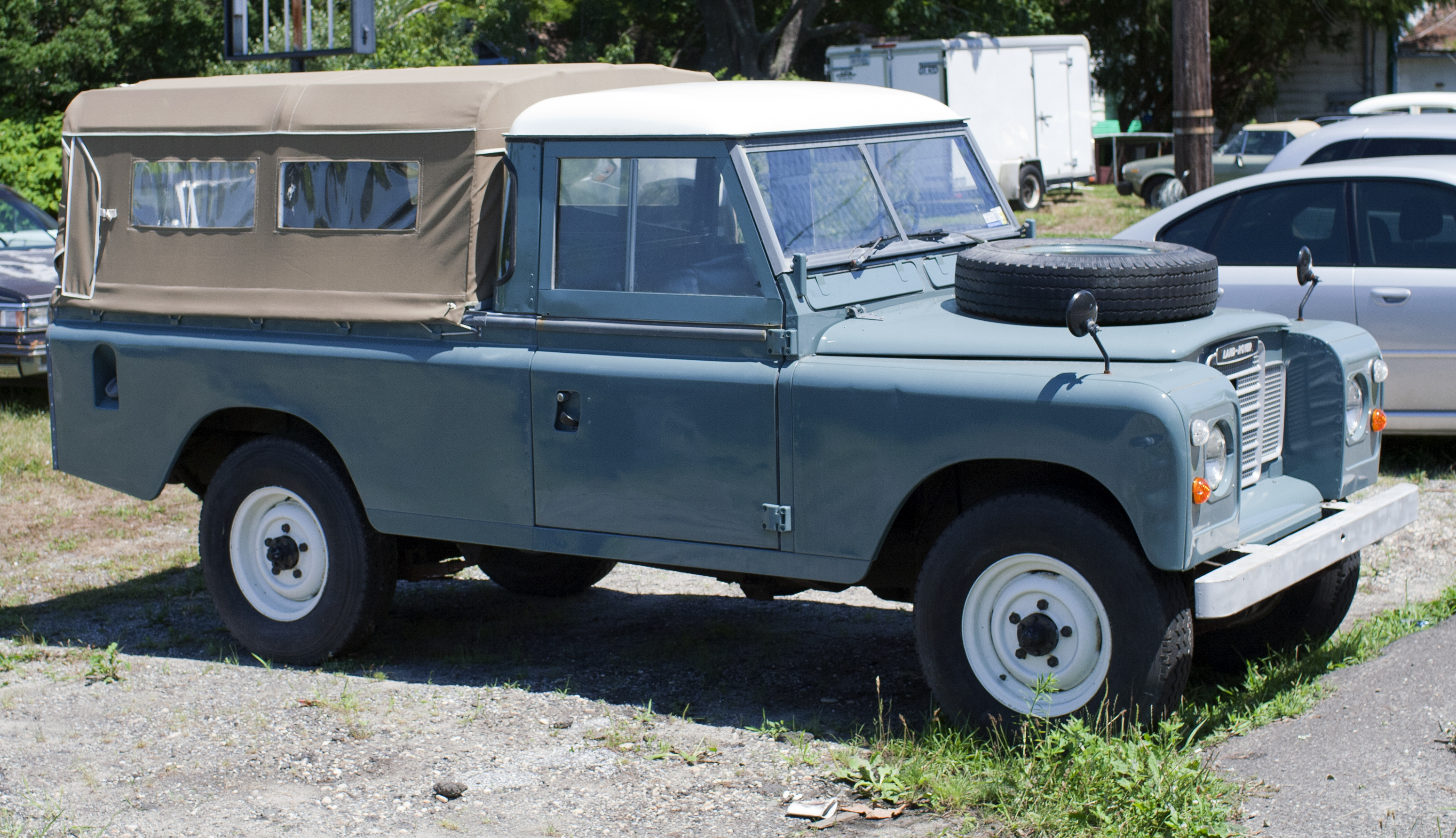
Land Rover Series III Pickup LWB

Land Rover Series III został zaprezentowany po raz pierwszy w 1971 roku.
Seria III miała takie same opcje nadwozia i silnika, jak poprzednie IIa, w tym Station Wagon i wersje 1 Ton. Nieco zmieniono kosmetycznie z IIA na III. Seria III jest najpopularniejszym pojazdem serii, z 440 000 egzemplarzy tego typu, zbudowanych w latach 1971-1985. Reflektory zostały przeniesione na front nadkoli późnych modeli IIA produkowanych od 1968/9 r. (Zgodnie z australijskimi, amerykańskimi i holenderskimi przepisami dotyczącymi oświetlenia) i pozostał na tym stanowisku w serii III. Tradycyjna metalowa krata, która znalazła się w serii I, II i IIA, została zastąpiona plastikową dla modelu z serii III. Silnik o pojemności 2,25 litra miał podniesioną kompresję od 7: 1 do 8: 1, zwiększając nieco moc (silnik wysokoprężny był opcjonalnie dopasowany do modelu IIa przez kilka lat). Podczas produkcji seryjnej III od 1971 do 1985 roku, milion Land Roverów zjechało z linii produkcyjnej w 1976 roku. Seria III była poddawana wiele modernizacjom w późniejszej latach produkcji, kiedy Land Rover modyfikował projekt, aby sprostać zwiększonej konkurencji. Był to pierwszy model wyposażony w synchronizację na wszystkich czterech biegach, chociaż niektóre późne modele SIIA z sufiksem H (głównie droższe modele Station Wagon) wykorzystywały skrzynię zsynchronizowaną w całości. Zgodnie z wczesnymi latami 1970 w zakresie projektowania wnętrz samochodów, zarówno pod względem bezpieczeństwa, jak i wykorzystania bardziej zaawansowanych materiałów, prosta metalowa deska rozdzielcza wcześniejszych modeli została przeprojektowana, następnie zastąpiona nową plastikową deską rozdzielczą. Zestaw wskaźników, który był centralnie umieszczony, został przeniesiony na stronę kierowcy. Pojazdy z serii III z długim rozstawem osi miały oś tylną Salisbury (obudowa mechanizmu różnicowego i obudowa osi stanowiły jedną część) w standardzie, chociaż niektóre pojazdy późnej wersji SIIA 109 cali (2800 mm) również je posiadały.
W 1980 r. 2,25-litrowe silniki benzynowe i wysokoprężne otrzymały pięcioczopowych wałów korbowych, aby zwiększyć sztywność, a przekładnia, osie i piasty zostały wzmocnione. Było to zwieńczeniem serii aktualizacji skrzyni biegów, które powstały w latach sześćdziesiątych XX w. w celu zwalczania zbyt powszechnego problemu łamania wałów tylnych osi przy dużym obciążeniu. Problem ten częściowo wynikał z zaprojektowania samych wałów. Ze względu na całkowicie pływającą konstrukcję piast kół tylnych, półośki mogą być usunięte bardzo szybko, nawet bez konieczności podważania pojazdu z ziemi. Tendencja właścicieli komercyjnych do przeciążania ich pojazdów pogorszyła opinię Serii Land Rovery na wielu rynkach eksportowych i ugruntowała reputację, która do dziś jest obecna na wielu rynkach. Dzieje się tak pomimo reorganizacji z 1982 r. (Głównie zwiększenie liczby frezów z 10 do 24 w celu zmniejszenia naprężeń), które rozwiązały problem.
Wprowadzono również nowe opcje wykończenia, aby wnętrze było wygodniejsze, gdyby klienci takowe sobie życzyli (wielu rolników i użytkowników komercyjnych preferowało oryginalne, surowe wnętrze).
Zmiany te zakończyły się w kwietniu 1982 r. wprowadzeniem specyfikacji „County”. Station Wagon Land Rovers, dostępny w wersjach 88-calowych (2200 mm) i 109-calowych (2800 mm). Miały one całkowicie nowe siedziska z tkaniny od samochodu ciężarowego Leyland T-45, zestawy izolujące dźwiękiem, przyciemniane szyby i inne „miękkie” opcje zaprojektowane z myślą o właścicielu / użytkownika rekreacyjnym.
Z większym zainteresowaniem okazało się wprowadzenie pickupa o większej przestrzeni ładunkowej na 109-calowym (2800 mm) podwoziu. Pick-up oferował o 25% więcej przestrzeni ładunkowej niż w standardowym stylu pick-up. HCPU został wyposażony w wytrzymałe zawieszenie i był popularny wśród firm użyteczności publicznej i firm budowlanych.

### Stage 1
Od 1979 r. do 1985 r. został zbudowany model Stage 1 przy użyciu tych samych komponentów, co Range Rover i 101 Forward Control, takich jak skrzynia biegów LT95 i 3,5-litrowy silnik benzynowy Rover V8. Moc silnika została zwiększona do 91 KM (68 kW) z 135 KM nowoczesnego Range Rovera.
Stage 1 był zwykle dostępny tylko w formacie LWB 109-calowym (2800 mm), ale 24 egzemplarze zostały zbudowane z rozstawem osi SWB 88 in (2235 mm).
„Stage 1” odnosi się do pierwszego etapu inwestycji rządu brytyjskiego w spółkę w celu ulepszenia oferty produktów Land Rover i Range Rover, które ostatecznie doprowadziły do Land Rovera 90 i 110. Zastosowanie silnika Range Rovera i układu napędowego sprawił, że jedyny pojazd z serii III miał stały napęd na cztery koła.

### 1 Ton 109 cali
1 Ton 109 cali został wyprodukowany od 1968 do 1977 roku, obejmując późne modele IIA i serii III. Zasadniczo była to Seria IIB Forward Control w standardzie 109 cali, z 2,6-litrowym silnikiem benzynowym, skrzynią biegów o niższym przełożeniu, przednią i tylną osią ENV (Salisbury z przodu i z tyłu w późniejszych seriach III), chociaż niektóre późniejsze IIA były wyposażone w osie ENV z przodu i Salisbury z tyłu. Późniejsza seria III miała przednią oś typu Rover z podwyższonym dyferencjałem. Rama podwozia była unikalna dla modelu i zawierała zawieszenie typu shackle podobne do wojskowych serii Land Rovers. Opony 900x16 były standardowym wyposażeniem, a maszyny te były powszechnie używane przez przedsiębiorstwa użyteczności publicznej i firmy zajmujące się naprawą / odzyskiem. Tylko 170 IIA i 238 Series III (1 Ton) zostały zbudowane na rynek krajowy. Na rynkach eksportowych było jeszcze mniej egzemplarzy, co czyni ten jeden z najrzadszych rodzajów Land-Rover kiedykolwiek zbudowanych.

### Australia
Australia zawsze była ważnym rynkiem eksportowym Land Rovera w różnych modelach, ale przede wszystkim w modelach użytkowych. 80-calowe modele z serii I zostały sprzedane rządowi australijskiemu pod koniec lat 40. XX w. do prac w zakresie inżynierii lądowej, takie jak budowy zapór i budowy dróg, dzięki czemu pojazd przyciągnął uwagę publiczności. Kiedy nastąpiła duża sprzedaż iw latach pięćdziesiątych, Land Rover założył fabryki w Australii, aby składać auta z zestawów wysyłanych z fabryki Solihull. Land Rover nadal dobrze się sprzedawał w latach sześćdziesiątych w wersji II, zgarniając około 90% rynku off-road, a praktycznie w każdym gospodarstwie był co najmniej jeden Land Rover.
Seria III kontynuowała ten sukces na początku lat 70., ale od połowy dekady sprzedaż spadła. Duży eksport węgla do Japonii polegał na wymianie barterowej, co spowodowało duży import japońskich samochodów i innych towarów, a połączenie tej rosnącej konkurencji i coraz gorszej jakości komponentów wysyłanych z Wielkiej Brytanii oznaczało, że dominacja Land Rovera spadła. Problemem specyficznym dla Australii była zawsze ograniczona podaż nowych Land Roverów. Fabryka w Leyland nigdy nie była w stanie zaspokoić ewentualnego zapotrzebowania, a potrzeba importu niemal całego pojazdu w postaci zestawu z Wielkiej Brytanii ograniczyła proces zaopatrzenia i produkcji dalej. Doprowadziło to do stworzenia długiej listy oczekujących na produkt Leyland, podczas gdy firmy mogły bardzo szybko otrzymywać duże ilości japońskich pojazdów. Inne problemy, z jakimi zmagał się Land Rover, były takie same na wszystkich rynkach eksportowych - w porównaniu z japońską konkurencją Land Rover był słabszy, niepewny i powolny z kiepską jakością jazdy, pomimo doskonałej zdolności do jazdy w terenie. Niedostateczna jakość stali nierdzewnej w porównaniu z japońskimi pojazdami sprawiła, że ilość kupujących spadła, a w 1983 roku, wraz z wprowadzeniem „One Ten”, Toyota Land Cruiser stał się bestsellerem 4×4 w Australii.
We wczesnych latach 80., Land Rover Australia wprowadził pewne zmiany w pojeździe, aby spróbować zwalczyć ten spadek sprzedaży. Oprócz montażu silnika benzynowego V8 w 1979 r. „Stage One”, podobnie jak w pozostałej części świata, Australia otrzymała ten sam pojazd z opcją czterocylindrowego silnika Isuzu o mocy 3,9 litra 97 KM (72 kW) silnik wysokoprężny (4BD1). Zostało to wprowadzone w 1982 roku i miało zostać wyposażone w około dziesięć procent australijskiej produkcji. Maksymalna prędkość to 77 mil / h (124 km / h). Pomogło to spowolnić spadek sprzedaży, ale pozostałe wady pojazdu pozostały. 1 Ton 109 był również dostępny z tym silnikiem, a wersja z turbodoładowaniem, produkująca ponad 100 koni mechanicznych (75 kW), zasilała wojsko 6×6.

### Afryka Południowa
Współpraca RPA z Land Roverem rozpoczęła się w 1949 roku, kiedy to pierwsze modele 80-calowe serii I sprzedano w Afryce Południowej. W sierpniu 1950 r. Firma Car Distributors Assembly (Pty) Ltd zmontowała pierwsze kity Land Rovera w Port Elizabeth w Republice Południowej Afryki. Pierwsza lokalna produkcja zbiorników paliwa i podwozi w fabryce Port Elizabeth została ogłoszona w sierpniu 1963 r., a od tego czasu udział miejscowych części w produkcji Land Rovera wzrosła do 44% masy pojazdu do roku 1972. Udział ten obejmował: podwozie, sprężyny, całe nadwozie, opony, ramy siedzeń i tapicerka, akumulator, dach z włókna szklanego i szyby. W 1974 Leyland SA posiadał 3 zakłady montażowe. Lokalna zawartość wzrosła jeszcze w 1980 roku dzięki modelom Serii IIIS wyposażonym w lokalnie produkowane silniki benzynowe (R6) i diesla (ADE 236). W 1992 r. Fabryka Blackheath w Prowincji Przylądkowej została uznana za największą montownie CKD Land Rovera poza Wielką Brytanią.

## Warianty cywilne

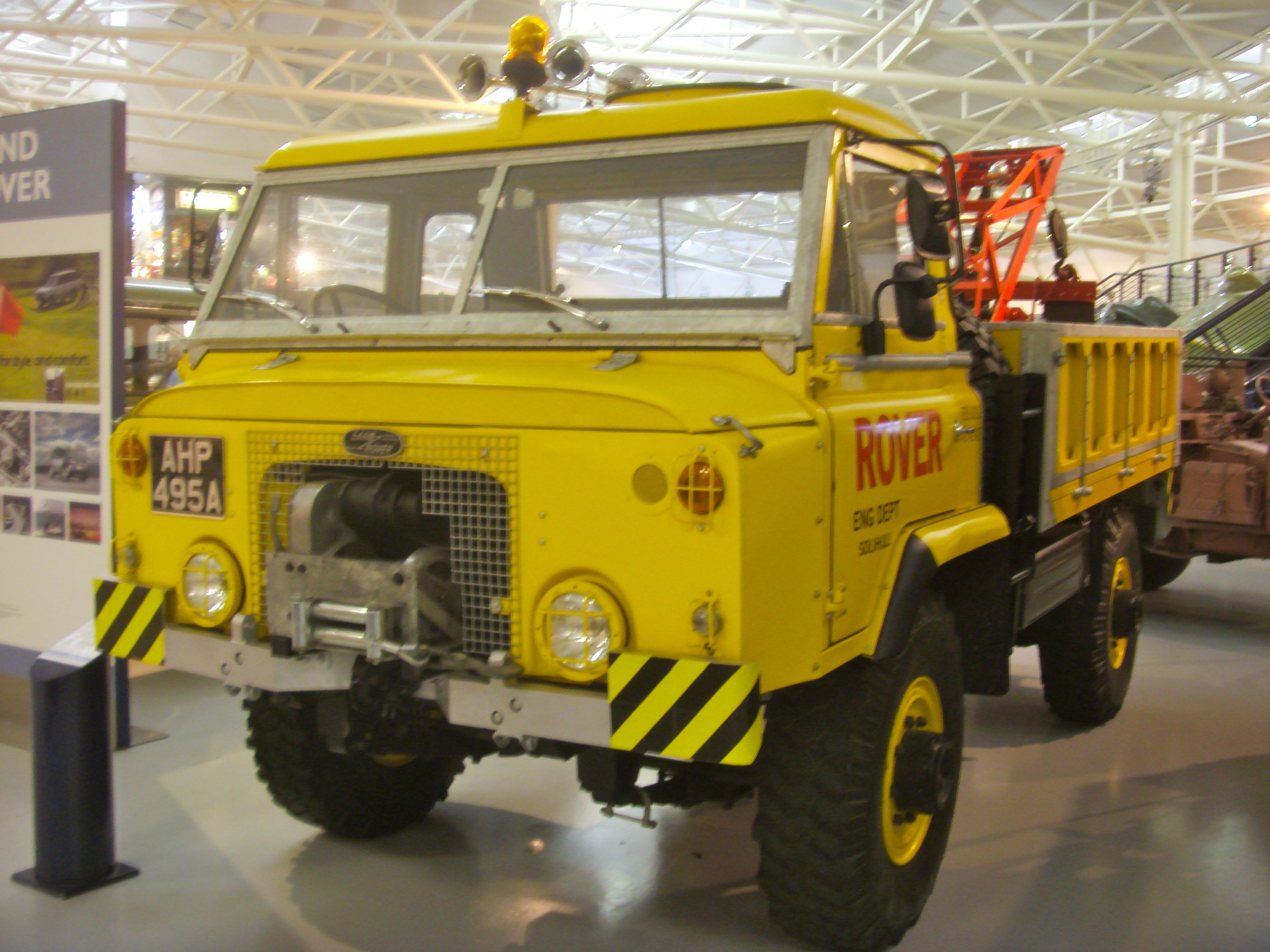
1963 Land Rover Forward Control

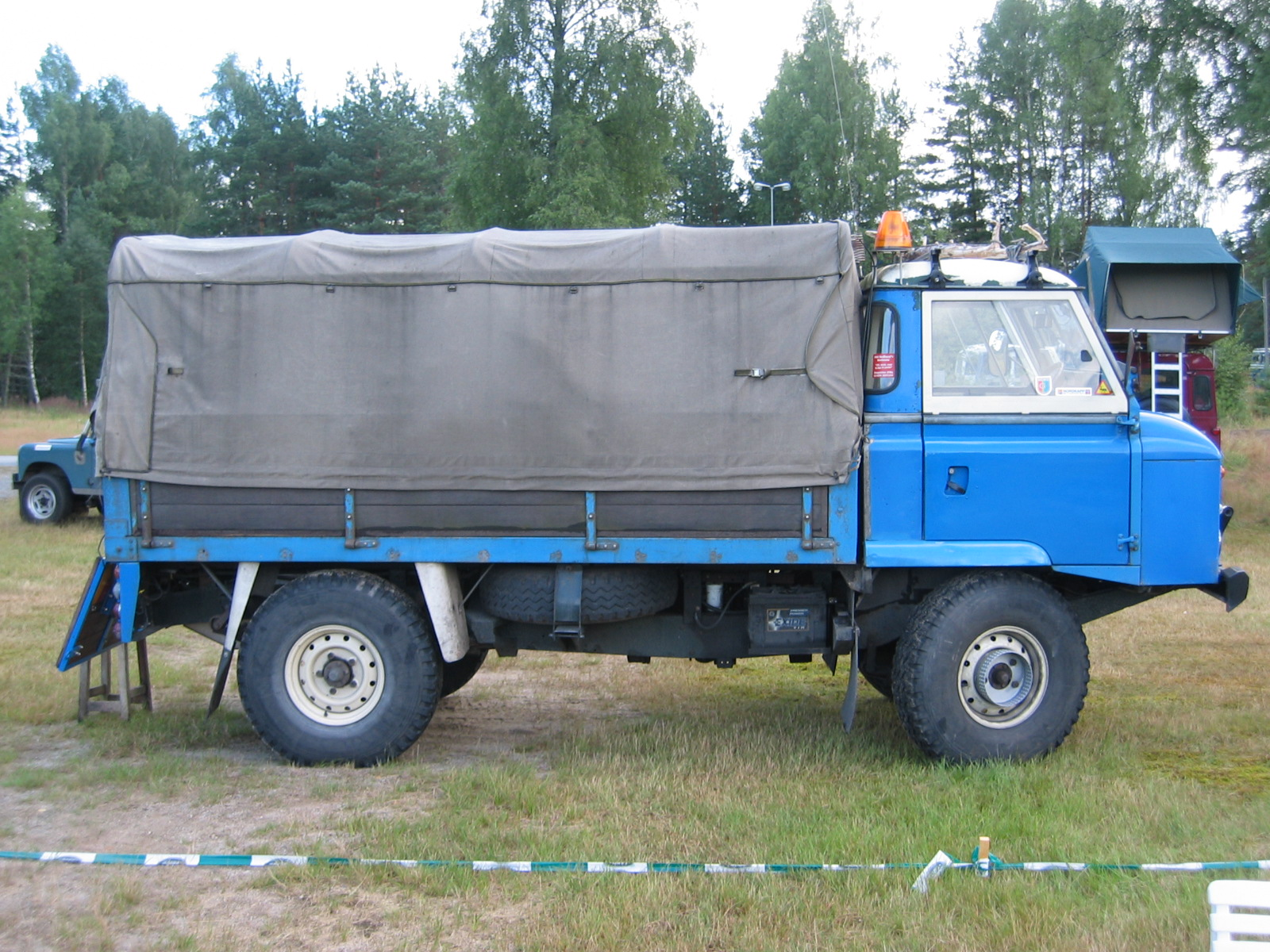
Land Rover Series IIB FC

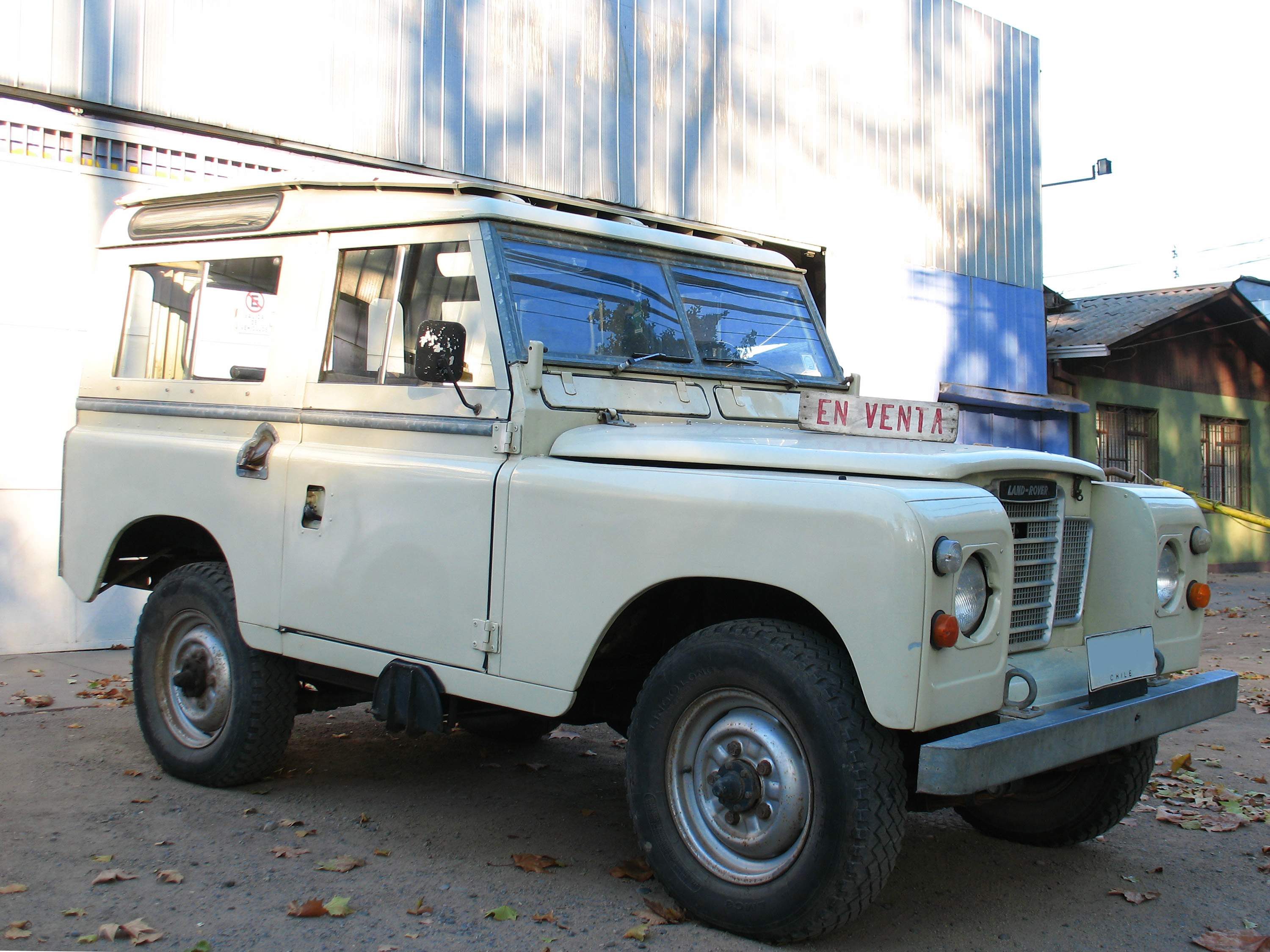
Land-Rover Santana

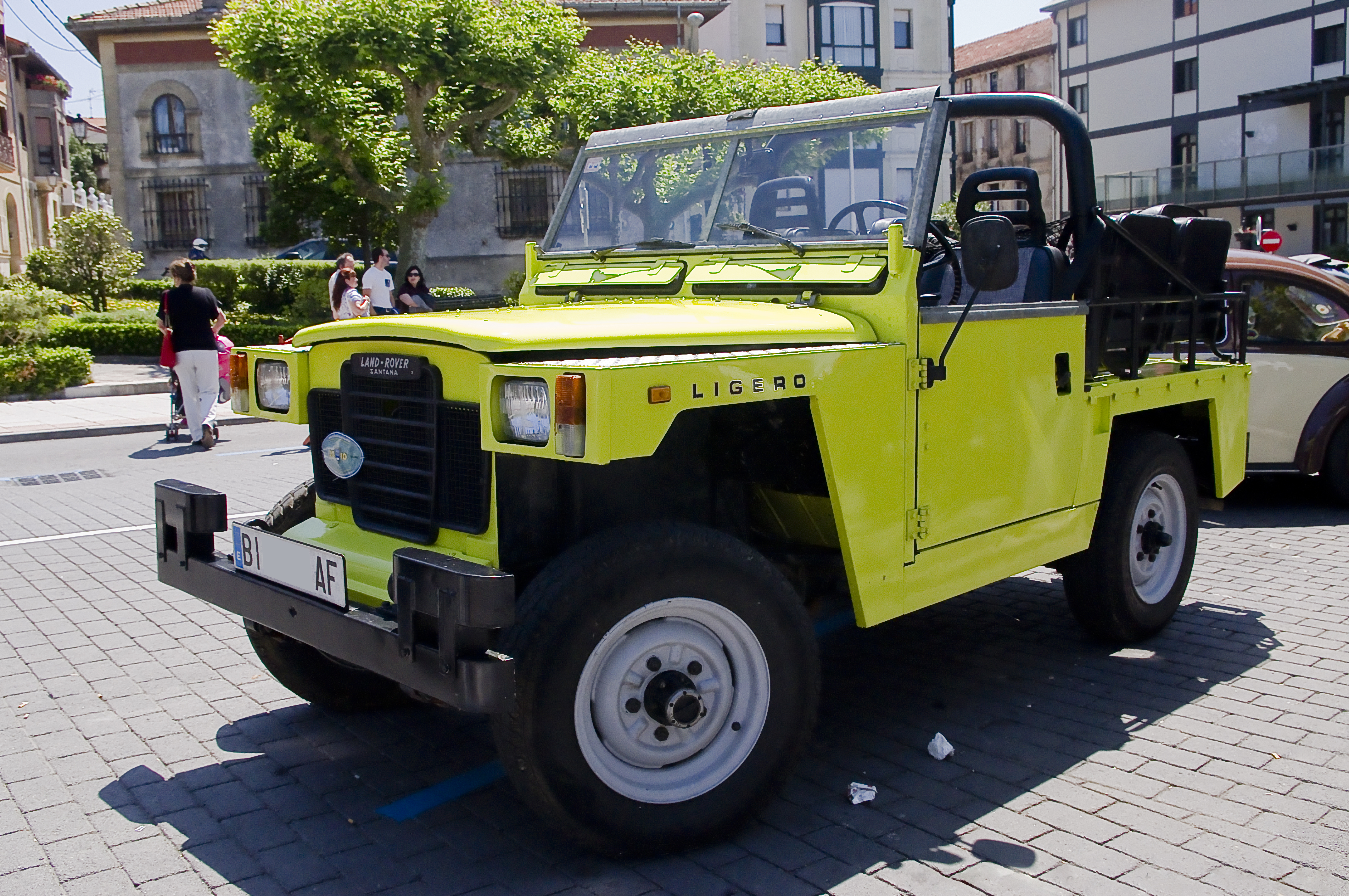
Land Rover Santana 88 Ligero

### Forward Control
Seria IIA FC wprowadzona na rynek w 1962 roku została oparta na silniku benzynowym serii IIA o pojemności 2,25 litra i podwoziu 109 cali (2769 mm), a kabina została umieszczona nad silnikiem, aby zapewnić więcej przestrzeni ładunkowej. Pojazdy eksportowe były pierwszymi Land-Roverami, które otrzymały 2,6-litrowy silnik benzynowy. Większość pojazdów miała tylną oś ENV (heavy duty), a dopasowana przednia oś pojawiła się później. Opony były dużymi typami 900 × 16 na obręczach felg w celu rozłożenia masy tego ciężkiego pojazdu. Pojazdy te miały zbyt mało mocy w stosunku do zwiększonej ładowności (1,5 tony), a większość z nich ciężko przechodziła eksploatacje. Wyprodukowano mniej niż 2500 sztuk, a większość z nich miała zabudowę użytkową, ale zachowane egzemplarze często mają niestandardowe nadwozia. Dzięki zmodernizowanemu mechanizmowi napędowemu można je wykorzystać jako mały samochód kempingowy.

### Forward Control II
Seria IIB FC produkowana od 1966 roku, była podobna do Serii IIA Forward Control, ale opcjonalnie dodano 2,2-litrowy silnik wysokoprężny. Silnik 2,25-litrowy był standardowym silnikiem tego modelu, a silnik 2,6-litrowy był dostępny tylko na eksport.
Wytrzymałe, szerokie osie (zaprojektowane przez ENV) zostały zamontowane, aby poprawić stabilność pojazdu, podobnie jak przedni stabilizator poprzeczny i zrewidowane tylne sprężyny, które zostały zamontowane powyżej osi, a nie poniżej. W tym procesie rozstaw osi został zwiększony do 110 cali (2794 mm). Produkcja zakończyła się w 1974 roku, kiedy Land Rover zracjonalizował swój asortyment pojazdów. Wiele komponentów IIB zostało również wykorzystanych w pojeździe „1 Ton” 109.

### Santana
Santana Motor S.A. to hiszpański producent samochodów z siedzibą w Linares, w prowincji Jaén w Hiszpanii.
Firma została założona jako „Metalúrgica de Santa Ana, SA” i pierwotnie produkowała sprzęt rolniczy. Firma została założona z kapitałem zaledwie 3 milionów peset, po wsparciu przez rząd hiszpański w 1954 roku rozwoju technologii, który zachęcał do rozpoczęcia działalności lokalnym firmom, aby przyśpieszyć rozwój Andaluzji w południowej Hiszpanii. Firma zdecydowała się rozszerzyć swoją ofertę produktów poza linię produktów oryginalnych i rozpoczęła rozmowy z firmą samochodową Rover w 1956 roku, próbując uzyskać umowę licencyjną na budowę modeli Land Rover Series w swojej fabryce, podobnie jak w firmie Minerva w Belgii, Tempo w Niemczech i firma Morattab w Iranie, wszystkie budowały Serie Land Roverów na licencji. Osiągnięto porozumienie w 1956 r., a produkcja rozpoczęła się w 1958 r. Na licencji modeli Land Rover. Firma Santana Motor zbudowała serię Land Rovers na podstawie licencji w systemie CKD; zasadniczo części były wysłane z fabryki Land Rovera w Solihull, a Land Rovers budowano z tego „zestawu” w fabryce Santana w Hiszpanii.
Od 1968 r. Santana zaczęła opracowywać własne wersje modeli Land Rover Series, opracowując nowe silniki i nowe modele, a ta bliska współpraca z Land Rover doprowadziła firmę do zmiany nazwy z „Metalúrgica de Santa Ana, SA” na „Land Rover Santana, SA”.
W 1962 roku firma stała się odpowiedzialna za promowanie marek Santana i Land Rover na rynkach Europy Środkowej i Południowej oraz w Afryce. Zestawy CKD zostały również dostarczone na rynek marokański i kostarykański przez firmę Santana. Z powodu pracy w ciężkich warunków eksploatacji pojazdów, w których pojazdy były użytkowane, opinie klientów Land Rover Santana z tego zakresu sprawiały, że Santana często była znacznie bardziej świadoma błędów każdego modelu niż sama firma Land Rover. Ze względu na napiętą sytuację finansową w tym okresie brytyjskiego Leyland (który był właścicielem Land Rovera), Santana często lepiej niż Land Rover zajmowała się tymi niedociągnięciami. Oznaczało to, że Santana zaczął konstruować własne rozwiązania typowych problemów w produkowanych przez siebie modelach, a tym samym modele Santany odbiegały od oryginalnych produktów Land Rovera. Do końca lat 80. XX wieku modele Santana - które miały być szybko i tanio budowanymi wersjami oryginalnego produktu Land Rovera - często kończyły się zupełnie innymi samochodami Land Rovera. Na przykład modele Santana zawierały anatomiczne siedzenia, hamulce tarczowe, turbodoładowane silniki wysokoprężne, resory ze sprężynami stożkowymi, sprężyny śrubowe i wersje Forward Control w wersji cywilnej przed odpowiednikami Land Rovera, a była nawet wersja cywilna Land Rover Lightweight zwana "Ligero", który nigdy nie została wyprodukowana przez Land Rovera.
Firma Santana Motor Company zakończyła umowę z Land Roverem w 1983 roku, ale nadal rozwijała swoją własną gamę pojazdów, które pozostały wizualnie podobne do serii Land Rover Series i Defender.
Kolejne pojazdy Santany (bez licencji Suzuki) były rozwinięciem podwozia seryjnego z resorami piórowymi - PS-10 i Iveco Massif. Słaba sprzedaż, problemy z jakością i fuzja Fiata / Iveco z Chryslerem, który był właścicielem Jeepa, spowodowały koniec produkcji Iveco Massif przez Santanę, co doprowadziło to tego, że firma przestała działać w 2011 roku.

## Warianty militarne

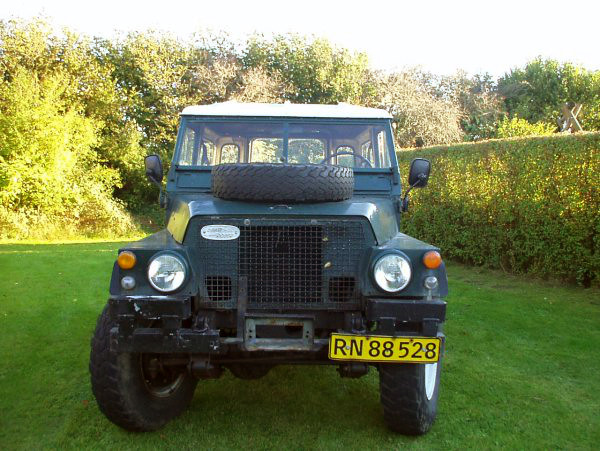
Land Rover Series III HT Lightweight

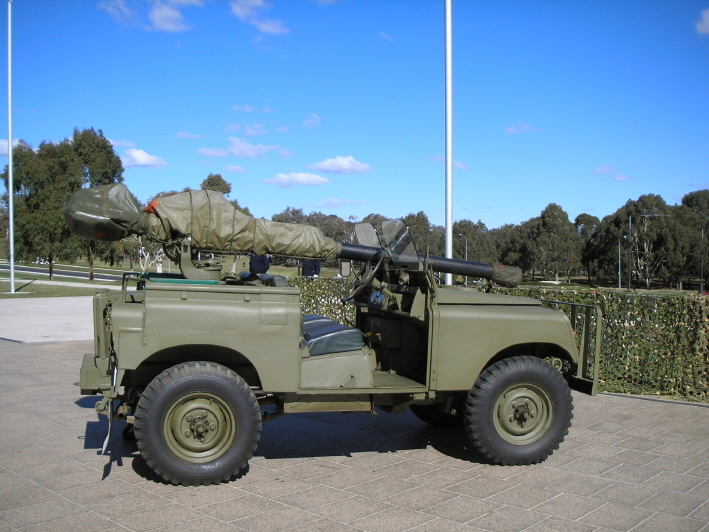
Land Rover Series IV australijskiej armii

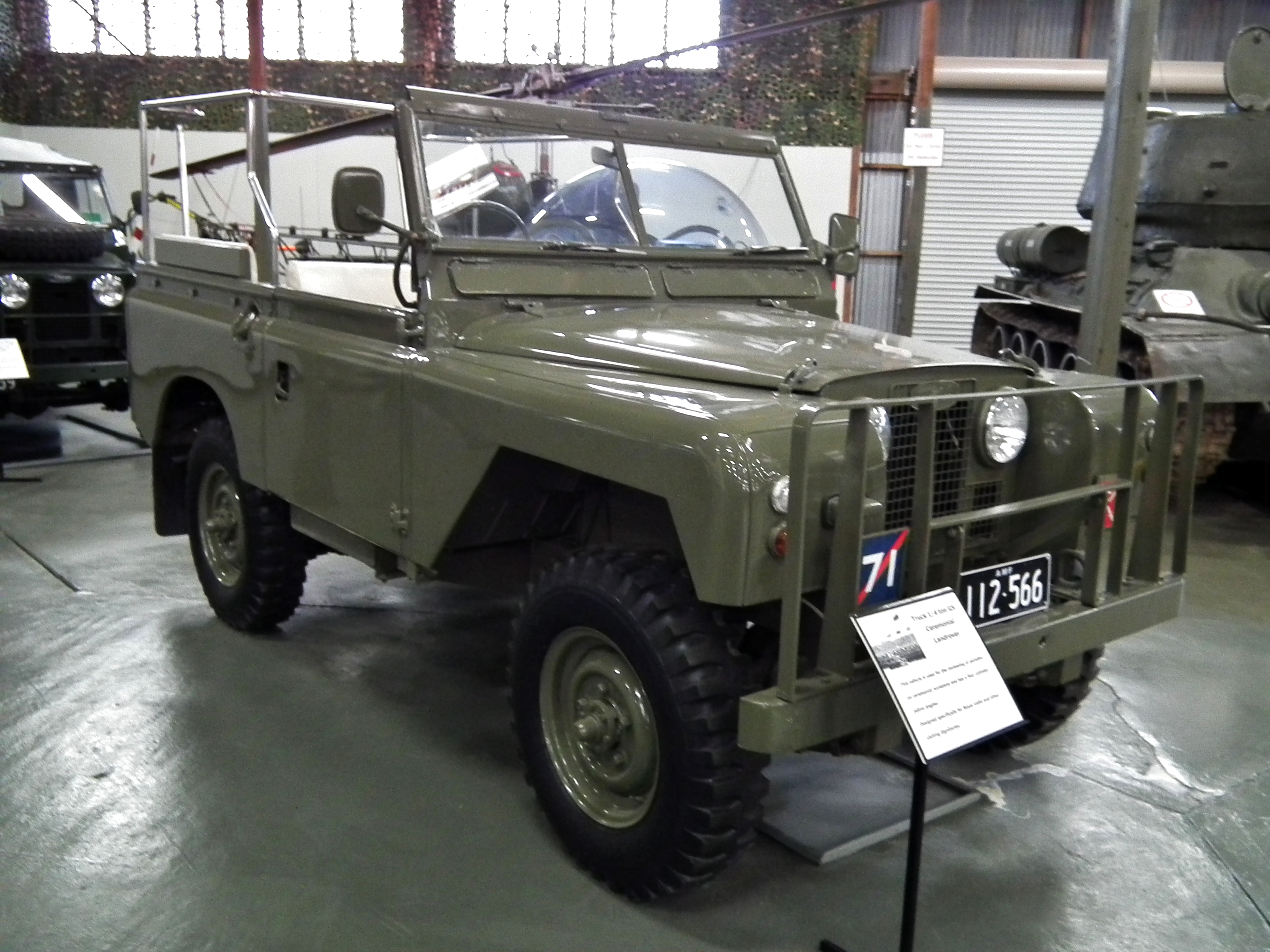
Land Rover SWB pojazd ceremonialny armii australijskiej

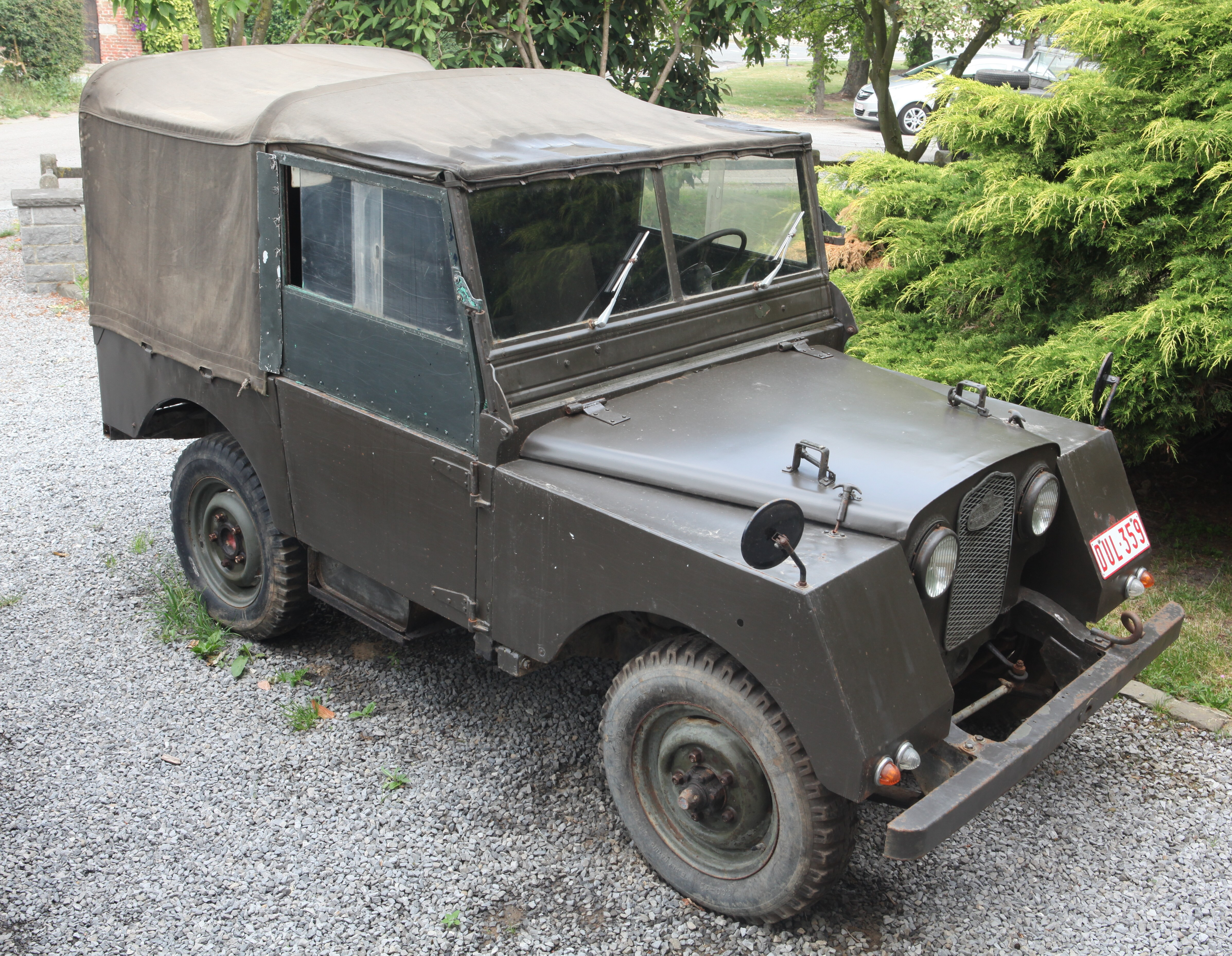
Land Rover Minerva

### Wielka Brytania
Armia brytyjska używała dużej ilości Land Roverów (i nadal używa nowoczesnych wersji Defender). Brytyjska armia przetestowała 80-calowy (2000 mm) ciągnik serii I Land Rover niemal natychmiast po uruchomieniu produkcji w 1948 roku. W tym czasie armia była bardziej zainteresowana opracowaniem specjalnie zaprojektowanego pojazdu wojskowego 4 × 4 (Austin Champ). Jednak Champ okazał się zbyt złożony, ciężki i niewiarygodny w warunkach pola walki, więc armia zwróciła się ku Land Roverowi. Pod koniec lat 40. ministerstwo obrony chciało ujednolicić swoje pojazdy i sprzęt. Częścią tego planu było dopasowanie silników benzynowych Rolls-Royce do wszystkich swoich pojazdów (chociaż większość nie została faktycznie zbudowana przez R-R). Partia samochodów z serii I Land Rovers została wyposażona w czterocylindrowy silnik Rolls-Royce B40, który wymagał modyfikacji na rozstawie osi wynoszącym 81 cali (2100 mm). Silnik był jednak zbyt ciężki i miał zbyt małą prędkość obrotową, co zmniejszało osiągi. Moment obrotowy z kolei był zbyt duży, aby skrzynia biegów Rovera mogła sobie z nim poradzić. Rover przekonał MON, że biorąc pod uwagę ilości Land Rovera, które zamówienie rozważa, wystarczy standardowy silnik 1,6-litrowy. MON zaczął zamawiać Land Rovery w partiach od końca 1949 roku. Początkowe partie obejmowały 50 pojazdów, ale w połowie lat pięćdziesiątych armia kupowała od razu po 200 pojazdów Land Rovers jednorazowo.
Land Rovery zostały użyte w wojnie koreańskiej i podczas kryzysu sueskiego, i stały się standardowymi lekkimi pojazdami wojskowymi w całej Wspólnocie Brytyjskiej. Wraz z postępem w latach 60. opracowano coraz bardziej specjalistyczne wersje. Oprócz standardowego pojazdu „GS” (General Service), powszechnym wariantem był „FFR” (Fitted For Radio), który miał 24-woltową elektrykę i duży, zasilany silnikiem, generator do zasilania radioodbiorników pokładowych. Także ambulanse na 109-calowych (2800 mm) podwoziach serii II i serii 3. Dobrze znaną wersją był LRDPV (Long-Range Desert Patrol Vehicle), powszechnie nazywany „Różową Panterą”, ze względu na ich charakterystyczny jasny róż kamuflaż w kolorze piaskowym: te 109-calowe (2800 mm) II serii zostały przerobione przez firmę Marshall's of Cambridge specjalizującą się w dostosowywaniu pojazdów i urządzeń do celów wojskowych, usunięto drzwi i przednie szyby i wyposażono je w granatniki, pierścień do mocowania karabinów maszynowych oraz zbiorniki paliwa i zbiorniki na wodę dalekiego zasięgu. Używane były przez SAS do patroli pustynnych i operacji specjalnych.
Pod koniec lat 70. armia brytyjska nabyła około 9000 egzemplarzy z serii III, które były głównie specjalną wersją „Heavy Duty” 109-calowego (2800 mm) modelu Soft Top. Pojazdy te miały udoskonalone elementy zawieszenia i inną konstrukcję ramy podwozia. Zostały one wyprodukowane w 12-woltowych modelach „GS” i 24-woltowych „FFR”. Niewielka ich liczba to 88-calowe (2200 mm) modele GS i FFR, ale generalnie armia używała przystosowanej do transportu lotniczego, 1/2-litrowej, 88-calowej (2200 mm) wersji „Lightweight”. Lightweight służył w wielu armiach na całym świecie. W Europie nawet holenderski Landmacht i duńska armia użyły Land-Rovera Lightweight. Zamiast silnika benzynowego niderlandzkie i duńskie Lightweighty miały silniki Diesla. Zamiast wierzchu z płótna holenderskie posiadały dachy z PCV, takie jak współczesny Land Rover „Wolf”.
Ponadto były też modele 101-calowe (2600 mm) Forward Control, 109-calowe (2800 mm) ambulanse FV18067 zbudowane przez Marshall Aerospace of Cambridge.
Royal Navy i Royal Air Force także nabyły i utrzymywały mniejsze floty Land Rover w latach 60. i 70. XX wieku. RAF używał 88-calowych (2200 mm) modeli do zadań związanych z łącznością, komunikacją, transportem personelu i pracą na lotnisku. Flota Royal Navy była, co zrozumiałe, mała i składała się głównie z wersji GS-Spec i Station Wagon dla personelu i transportu ładunków.
We wszystkich brytyjskich Land Rover-ach wojskowych korzystano z czterocylindrowego silnika benzynowego o pojemności 2,25 litra, z wyjątkiem Forward Control 101, w którym użyto 3,5-litrowego silnika Rovera V8. Jednak niektórzy zagraniczni klienci (tacy jak Holandia) wybrali zamiast tego 2,25-litrową jednostkę wysokoprężną.
Land Rover jest również podstawą pojazdu Shorland Internal Security Patrol Vehicle opracowanego przez Short Brothers.

### Australia
Australijskie serie 1, 2, 2A i 3 były szeroko używane przez Australijską Armię, Królewską Australijską Marynarkę Wojenną i Królewskie Australijskie Siły Powietrzne. Większość z nich była pojazdami mobilności GS (General Service) z wariantami zbudowanymi jako pojazdy dalekiego zasięgu, karetki pogotowia, samochody rozpoznawcze dowodzenia, przetargi ognia i pojazdy ceremonialne.
Pierwsze egzemplarze zostały dostarczony do armii w 1948 roku, a seria 1 stopniowo zastąpiła erę z czasów drugiej wojny światowej Austin Champ i Jeep. Seria 2 została wprowadzona w 1958 r., 2a w 1963 r. I seria 3 w 1973 r. 72 z serii 2 zostały zamontowane jako broń przeciwpancerna z dziale bezodrzutowym 105 mm M40.
Land Rover Perentie, powszechnie uważany za wojskowy wariant Land Rover Defender, został wprowadzony w 1987 r., 3 lata przed tym, jak została użyta nazwa Defender w 1990 r. Ponad 2500 egzemplarzy z napędem na cztery koła i 400 napędem na sześć kół pozostają wciąż w eksploatacji.

### Nowa Zelandia
Armia nowozelandzka zakupiła 640 sztuk australijskiej serii 1 w latach 1951-1953. Podobną liczbę egzemplarzy serii 2 zakupiono w latach 1959-1962 i małą partię serii 2A w latach 1965-1967. Nowa Zelandia kupiła niewielką liczbę byłych australijskich pojazdów serii 2 i 2A w latach 1971-72, poza pulą używaną przez siły ANZUK w Singapurze, które zostały zwykle ponownie wyprodukowane przez BLMC NZ Ltd w Wellington. Są one powszechnie nazywane Land Rover "Skippy". 566 z serii 3, w większości 109" V8.s, zakupiono w latach 1982-83. Land Rovery zostały wycofane z nowej służby w Nowej Zelandii w 2007/2008, kiedy zostały zastąpione przez 321 pojazdy High-Mobility All-Terrain.

### Minerva
Belgijska firma Minerva produkowała wersję Standard Vanguard, na podstawie licencji Standard Motor Company. Kiedy armia belgijska potrzebowała lekkiego pojazdu 4×4, szef Minerwy, Monsieur van Roggen skłonił się w stronę Rovera wiosną 1951 roku. W dniu 21 czerwca Rover stwierdził, że konkurują z Willysem Jeepem o kontrakt. W październiku 1951 r. umowa została uzgodniona, aw 1952 r. wyprodukowano Minerva-Land Rover. Oba modele, 80 i 86, były produkowane do 1956 roku.
Firma Rover dostarczyła wsparcie techniczne dla Minervy i zezwoliła Minervie na produkcję Land Rover-ów na licencji. Arthur Goddard, główny inżynier Rover Assistant i szef działu Land Rovera, był odpowiedzialny za zatwierdzenie zmian, które Minerva chciała wprowadzić do Land Rovera, a także przystosowanie fabryki do montażu pojazdów.